# Ukřižování Ježíše Krista
Ukřižování Ježíše Krista byla poprava ukřižováním Ježíše Nazaretského v 1. století v Judeji, pravděpodobně v roce 30 nebo 33 n. l. Je popsáno ve čtyřech kanonických evangeliích, zmiňují se o něm novozákonní epištoly, dosvědčují ho další starověké prameny a je všeobecně přijímáno jako jedna z nejpravděpodobnějších událostí, k níž došlo za jeho života. Mezi historiky nepanuje shoda ohledně podrobností. Ježíšovou smrtí na kříži popisovanou v evangeliích vrcholí pašije – utrpení Kristovo a je spolu s jeho následným zmrtvýchvstáním nejdůležitější událostí
křesťanského náboženství. Téma Ukřižování patří k nejčastějším motivům křesťanského výtvarného umění.
Podle kanonických evangelií byl Ježíš zatčen a souzen Sanhedrinem, poté Pilátem Pontským odsouzen k bičování a nakonec Římany ukřižován. Jeho smrt je podle nich chápána jako oběť za hřích.
Ježíš byl svlečen z oděvu a po slovech „žízním“ mu byl nabídnut k pití ocet smíchaný s myrhou nebo žlučí (pravděpodobně posca). Na Golgotě byl pak pověšen mezi dva odsouzené lotry a podle Markova evangelia zemřel v 9. hodinu dne podle starozákonního rozdělování času (což je kolem 15:00 současného času). Během této doby vojáci připevnili na vrchol kříže nápis „Ježíš Nazaretský, král židovský“, který byl podle Janova evangelia – Jan 19, 20 (Kral, ČEP) napsán ve třech jazycích (hebrejsky, latinsky a řecky). Poté si podle Janova evangelia rozdělili jeho šaty a losovali o jeho bezešvé roucho. Janovo evangelium také uvádí, že po Ježíšově smrti mu jeden voják (v mimobiblické tradici pojmenovaný jako Longinus) probodl kopím bok, aby se ujistil, že zemřel, a z rány pak vytryskla krev a voda. Bible popisuje sedm výroků, které Ježíš pronesl, když byl na kříži, a také několik nadpřirozených událostí, k nimž došlo.
Ježíšovo utrpení a vykupitelská smrt ukřižováním se souhrnně označují jako utrpení (lat. passio) a jsou ústředními aspekty křesťanské teologie týkající se učení o spáse a vykoupení.

## Novozákonní vyprávění
Viz též: Evangelijní harmonie
Nejstarší podrobné zprávy o Ježíšově smrti jsou obsaženy ve čtyřech kanonických evangeliích a v novozákonních listech jsou další, spíše implicitní zmínky. V synoptických evangeliích Ježíš předpovídá svou smrt na třech různých místech. Všechna čtyři evangelia končí rozsáhlým vyprávěním o Ježíšově zatčení, počátečním procesu před sanhedrinem a závěrečném procesu před Pilátovým soudem, kde je Ježíš zbičován, odsouzen k smrti, je veden na místo ukřižování, nejprve nese svůj kříž, než římští vojáci přimějí Šimona z Kyrény, aby ho nesl, a poté je Ježíš ukřižován, pohřben a vzkříšen z mrtvých. V každém evangeliu je těchto pět událostí Ježíšova života zpracováno podrobněji než kterákoli jiná část vyprávění daného evangelia. Badatelé si všímají, že čtenář dostává téměř hodinu po hodině popis toho, co se událo.:s.91

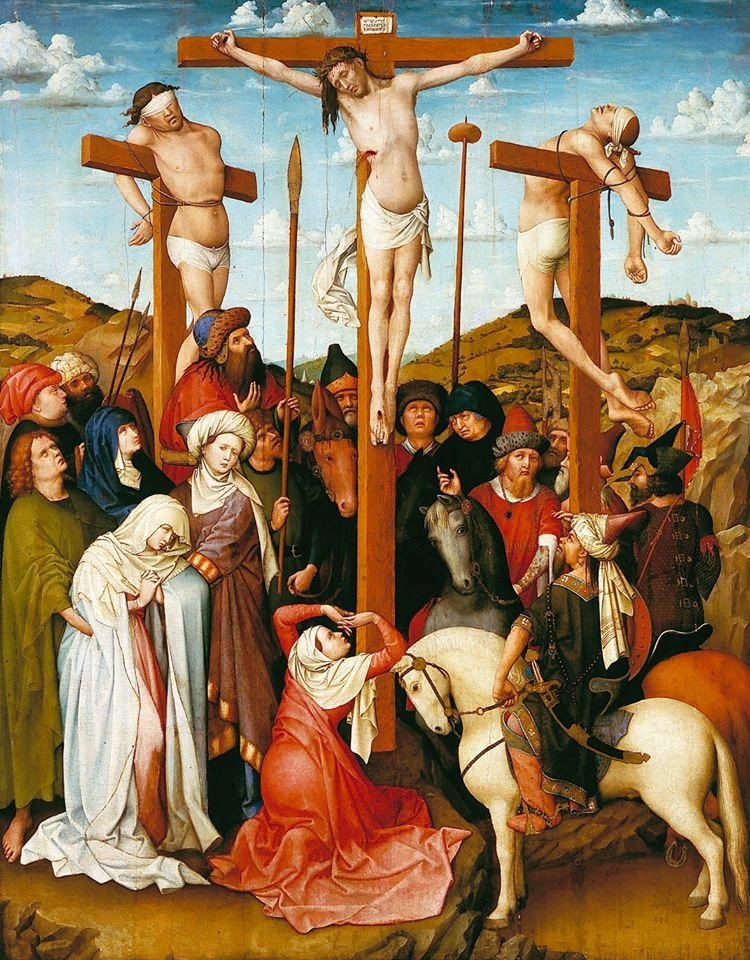
Ukřižování Ježíše Krista, autor Robert Campin

Po příchodu na Golgotu bylo Ježíši nabídnuto k pití víno smíchané s myrhou nebo žlučí. Markovo i Matoušovo evangelium uvádějí, že to odmítl. Poté byl ukřižován a pověšen mezi dva odsouzence. Podle některých překladů řeckého originálu mohli být odsouzenci bandité nebo židovští vzbouřenci. Podle Markova evangelia snášel muka ukřižování od třetí hodiny (přibližně mezi devátou hodinou ranní a polednem) až do své smrti v devátou hodinu, což odpovídá přibližně třetí hodině odpolední. Vojáci mu nad hlavu připevnili nápis „Ježíš Nazaretský, král židovský“, který byl podle Janova evangelia ve třech jazycích (hebrejsky, latinsky a řecky), a pak rozdělili jeho šaty a losovali o jeho bezešvé roucho. Podle Janova evangelia římští vojáci Ježíšovi nezlomili nohy, jak to udělali dvěma ukřižovaným odsouzencům (zlomení nohou uspíšilo příchod smrti), protože Ježíš byl již mrtvý. Každé evangelium má vlastní popis Ježíšových posledních slov, celkem sedm výroků. V synoptických evangeliích provázejí ukřižování různé nadpřirozené události, včetně tmy, zemětřesení, roztržení opony svatyně a vzkříšení svatých (v Matoušově evangeliu). Po Ježíšově smrti bylo jeho tělo sejmuto z kříže Josefem z Arimatie a pohřbeno do hrobu vytesaného ve skále za asistence Nikodéma.

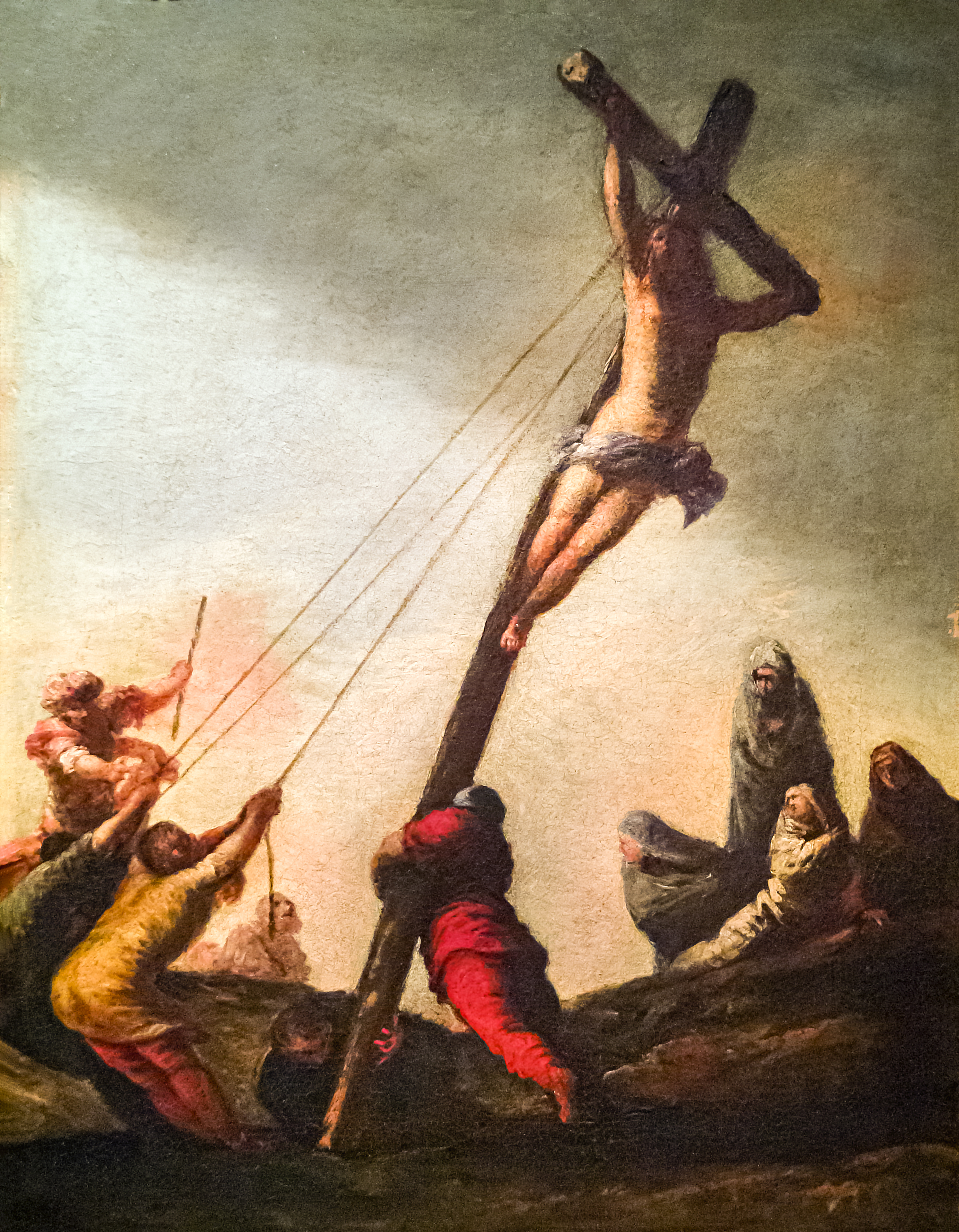
Vyobrazení Vztyčení kříže, Sebastiano Mazzoni, 17. století, Ca' Rezzonico

Tři synoptická evangelia také popisují Šimona z Kyrény nesoucího kříž, zástup lidí, kteří se Ježíšovi vysmívali spolu s dalšími dvěma ukřižovanými, tmu od šesté do deváté hodiny a roztržení chrámové opony odshora dolů. Synoptická evangelia také zmiňují několik svědků, včetně setníka a několika žen, které zpovzdálí přihlížely, z nichž dvě byly přítomny pohřbu.
Lukášovo evangelium jako jediné vynechává detail o směsi kyselého vína, která byla Ježíši nabídnuta na rákosu, zatímco pouze Marek a Jan popisují, že Josef skutečně sňal tělo z kříže.
Existuje několik detailů, které jsou zmíněny pouze v jednom evangeliu. Například pouze Matoušovo evangelium se zmiňuje o zemětřesení, vzkříšených svatých, kteří šli do města, a o tom, že hrob měli hlídat římští vojáci, zatímco Marek jako jediný uvádí čas ukřižování (třetí hodina neboli 9 hodin ráno – i když to bylo pravděpodobně až v poledne) a zprávu setníka o Ježíšově smrti. K jedinečným příspěvkům Lukášova evangelia k vyprávění patří Ježíšova slova k truchlícím ženám, výtka jednoho zločince druhému, reakce zástupů, které odcházely „bijíce se v prsa“, a ženy připravující vonné látky a masti před sobotním odpočinkem. Jan také jako jediný zmiňuje žádost o zlámání nohou a následné probodnutí Ježíšova boku vojákem (jako naplnění starozákonního proroctví), stejně jako to, že Nikodém pomáhal Josefovi s pohřbem.
Podle prvního listu Korintským – 1Kor 15, 4 (Kral, ČEP) vstal Ježíš z mrtvých („třetího dne“, počítáno ode dne ukřižování) a podle kanonických evangelií se před svým nanebevstoupením při různých příležitostech zjevil učedníkům. Zpráva uvedená ve Skutcích apoštolů říká, že Ježíš zůstal s apoštoly 40 dní, zatímco zpráva v Lukášově evangeliu události velikonoční neděle a nanebevstoupení nijak jasně nerozlišuje. Většina biblistů se shoduje, že autor Lukáš napsal také Skutky apoštolů jako navazující svazek na zprávu Lukášova evangelia a obě díla je třeba považovat za celek.
V Markově evangeliu je Ježíš ukřižován spolu se dvěma vzbouřenci a slunce se na tři hodiny zatmí nebo je zastíněno. Ježíš volá k Bohu, pak vydá výkřik a umírá. Chrámová opona se roztrhne vejpůl. Matouš následuje Marka, ale zmiňuje zemětřesení a vzkříšení svatých. Lukáš také následuje Marka, i když popisuje vzbouřence jako obyčejné zločince, z nichž jeden se zastává Ježíše, který mu na oplátku slibuje, že on (Ježíš) a zločinec budou spolu v ráji. Lukáš líčí Ježíše tváří v tvář jeho ukřižování jako bezmocného. Jan obsahuje několik stejných prvků jako Marek, i když jsou zpracovány odlišně.

### Srovnání textů
Níže uvedené srovnání vychází z Českého ekumenického překladu.
|               | Matouš | Marek | Lukáš | Jan |
| ------------- | --- | --- | --- | --- |
| Křížová cesta | Mt 27, 32–33 (Kral, ČEP) - Vojáci přinutili Šimona z Kyrény nést Ježíšův kříž. | Mk 15, 21–22 (Kral, ČEP) - Vojáci přinutili Šimona z Kyrény nést Ježíšův kříž. | Lk 23, 26–32 (Kral, ČEP) - Vojáci přinutili Šimona z Kyrény nést Ježíšův kříž. - Ježíš řekl plačícím ženám: „Plačte nad sebou a nad svými dětmi“ | Jan 19, 17 (Kral, ČEP) - „Nechali“ Ježíše nést kříž. |
| Ukřižování    | Mt 27, 34–36 (Kral, ČEP) - Dali mu (Ježíšovi) napít vína smíchaného se žlučí; ale když je okusil, nechtěl pít. - Ukřižovali ho a losem si rozdělili jeho šaty; pak se tam posadili a střežili ho. - [Není uveden žádný čas] | Mk 15, 23–25 (Kral, ČEP) - Dávali mu víno okořeněné myrhou; on je však nepřijal. - Ukřižovali ho a rozdělili si jeho šaty; losovali o ně, co si kdo vezme. - Bylo devět hodin, když ho ukřižovali; ráno v den Pesachu. Mk 14, 12 (Kral, ČEP), Mk 15, 25 (Kral, ČEP) | Lk 23, 33–34 (Kral, ČEP) - [Žádný nápoj nebyl zmíněn] - Vojáci ukřižovali Ježíše a losovali o jeho šaty. - Ježíš: „Otče, odpusť jim, neboť nevědí, co činí.“ - [Není uveden žádný čas] | Jan 19, 18 (Kral, ČEP), Jan 19, 23–24 (Kral, ČEP) - [Žádný nápoj nebyl zmíněn] - „Ukřižovali“ Ježíše a čtyři vojáci si vzali jeho šaty, rozdělili je na čtyři díly; zbýval ještě spodní šat, o ten losovali (tím se naplnilo proroctví). - Stalo se to po poledni v den přípravy před svátky velikonočními. Jan 19, 14 (Kral, ČEP), Jan 19, 31 (Kral, ČEP) |
| Posměch       | Mt 27, 37–44 (Kral, ČEP) - Nápis: „To je Ježíš, král Židů“. - Kolemjdoucí, velekněží, učitelé Zákona, starší a oba vzbouřenci se Ježíšovi posmívali. | Mk 15, 26–32 (Kral, ČEP) - Nápis: „Král Židů“. - Kolemjdoucí, velekněží, učitelé Zákona i oba vzbouřenci se Ježíšovi posmívali. | Lk 23, 35–43 (Kral, ČEP) - Nápis: „Toto je král Židů.“ - Členové rady, i vojáci, kteří chodili k němu a podávali mu ocet, se mu vysmívali; a jeden zločinec se mu rouhal. - Druhý zločinec se ho zastal a požádal Ježíše, aby na něj pamatoval. - Ježíš: „Amen, pravím ti, dnes budeš se mnou v ráji.“ | Jan 19, 19–22 (Kral, ČEP), Jan 19, 25–27 (Kral, ČEP) - Nápis: „Ježíš Nazaretský, král židovský.“ - Židovští velekněží řekli Pilátovi: „Neměls psát ‚židovský král‘, nýbrž ‚vydával se za židovského krále‘.“ Pilát odpověděl: „Co jsem napsal, napsal jsem.“ - [Žádný posměch není zmíněn] - U Ježíšova kříže stály jeho matka a sestra jeho matky, Marie Kleofášova a Marie Magdalská. - Ježíš spatřil matku a vedle ní učedníka, kterého miloval, řekl matce: „Ženo, hle, tvůj syn!“ Potom řekl tomu učedníkovi: „Hle, tvá matka!“                                                                     |
| Smrt          | Mt 27, 45–56 (Kral, ČEP) - V poledne nastala tma po celé zemi až do tří hodin. - Kolem třetí hodiny zvolal Ježíš mocným hlasem: „Eli, Eli, lema sabachthani?“ - Jeden, vzal houbu, naplnil ji octem, nabodl na tyč a dával mu pít. Ostatní však říkali: „Nech ho, ať uvidíme, jestli přijde Eliáš a zachrání ho!“ - Ježíš znovu vykřikl mocným hlasem a skonal. - Chrámová opona se roztrhla vpůli odshora až dolů, země se zatřásla, skály pukaly. - Hroby se otevřely a mnohá těla zesnulých svatých byla vzkříšena; vyšli z hrobů a po jeho vzkříšení vstoupili do svatého města a mnohým se zjevili. - Setník a ti, kdo s ním střežili Ježíše, když viděli zemětřesení a všechno, co se dálo, velmi se zděsili a řekli: „On byl opravdu Boží Syn!“ - Zpovzdálí přihlíželo mnoho žen, které provázely Ježíše z Galileje, aby se o něj staraly; mezi nimi Marie z Magdaly, Marie, matka Jakubova i Josefova, a matka synů Zebedeových. | Mk 15, 33–41 (Kral, ČEP) - Když bylo poledne, nastala tma po celé zemi až do tří hodin. - O třetí hodině zvolal Ježíš mocným hlasem: „Eloi, Eloi, lema sabachtani?“ - Kdosi pak odběhl, namočil houbu v octě, nabodl ji na prut a dával mu pít se slovy: „Počkejte, uvidíme, přijde-li ho Eliáš sejmout.“ - Ježíš vydal mocný hlas a skonal. - Chrámová opona roztrhla vpůli odshora až dolů. - Setník, který stál před ním, že takto skonal, řekl: „Ten člověk byl opravdu Syn Boží.“ - Zpovzdálí se dívaly také ženy, mezi nimi i Marie z Magdaly, Marie, matka Jakuba mladšího a Josefa, a Salome. | Lk 23, 44–49 (Kral, ČEP) - Bylo už kolem poledne; tu nastala tma po celé zemi až do tří hodin, protože se zatmělo slunce. - Chrámová opona se roztrhla vpůli. - Ježíš zvolal mocným hlasem: „Otče, do tvých rukou odevzdávám svého ducha.“ Po těch slovech skonal. - Setník viděl, co se stalo, velebil Boha a řekl: „Tento člověk byl vskutku spravedlivý.“ - Ti, kdo se v celých zástupech sešli na tu podívanou, když viděli, co se stalo, odcházeli bijíce se do prsou. - Všichni jeho přátelé stáli opodál, i ženy, které Ježíše doprovázely z Galileje a všechno to viděly. | Jan 19, 28–37 (Kral, ČEP) - [Žádná zmínka o tmě, žádný uvedený čas] - Aby se až do konce splnilo Písmo, řekl: „Žízním.“ - „Namočili“ tedy houbu do octa a na yzopu mu ji podali k ústům. - Ježíš okusil octa, řekl: „Dokonáno jest.“ A nakloniv hlavu skonal. - [Žádná zmínka o reakci přihlížejících nebo účinku na chrámovou oponu] - Jeden z vojáků mu probodl kopím bok; a ihned vyšla krev a voda. A ten, který to viděl, vydal o tom svědectví, a jeho svědectví je pravdivé; on ví, že mluví pravdu, abyste i vy uvěřili. Neboť se to stalo, aby se naplnilo Písmo: ‚Ani kost mu nebude zlomena.‘ |

## Mimobiblické záznamy a zmínky

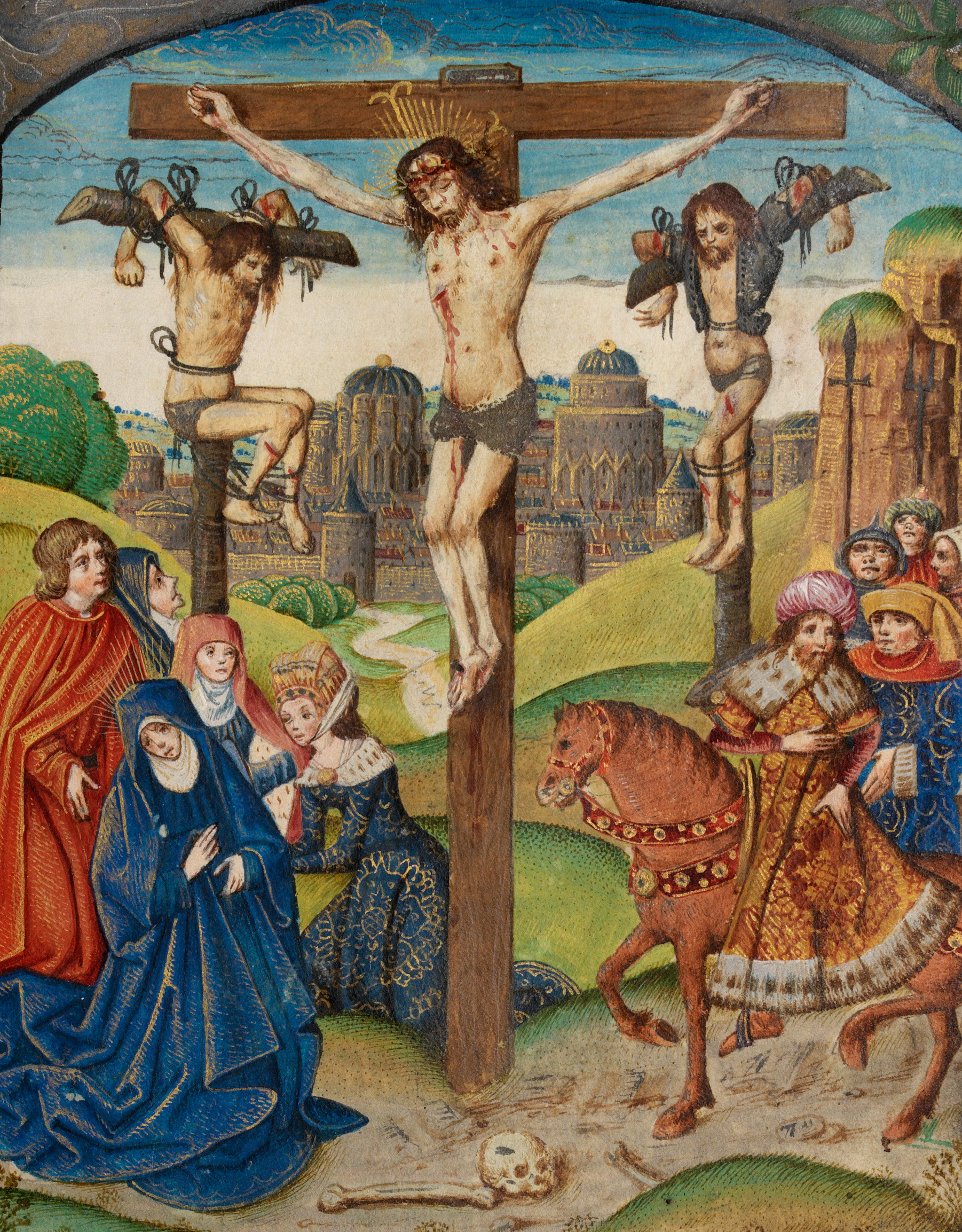
Kristus na kříži mezi dvěma lotry. Iluminace z Vauxského pasionálu, 16. století

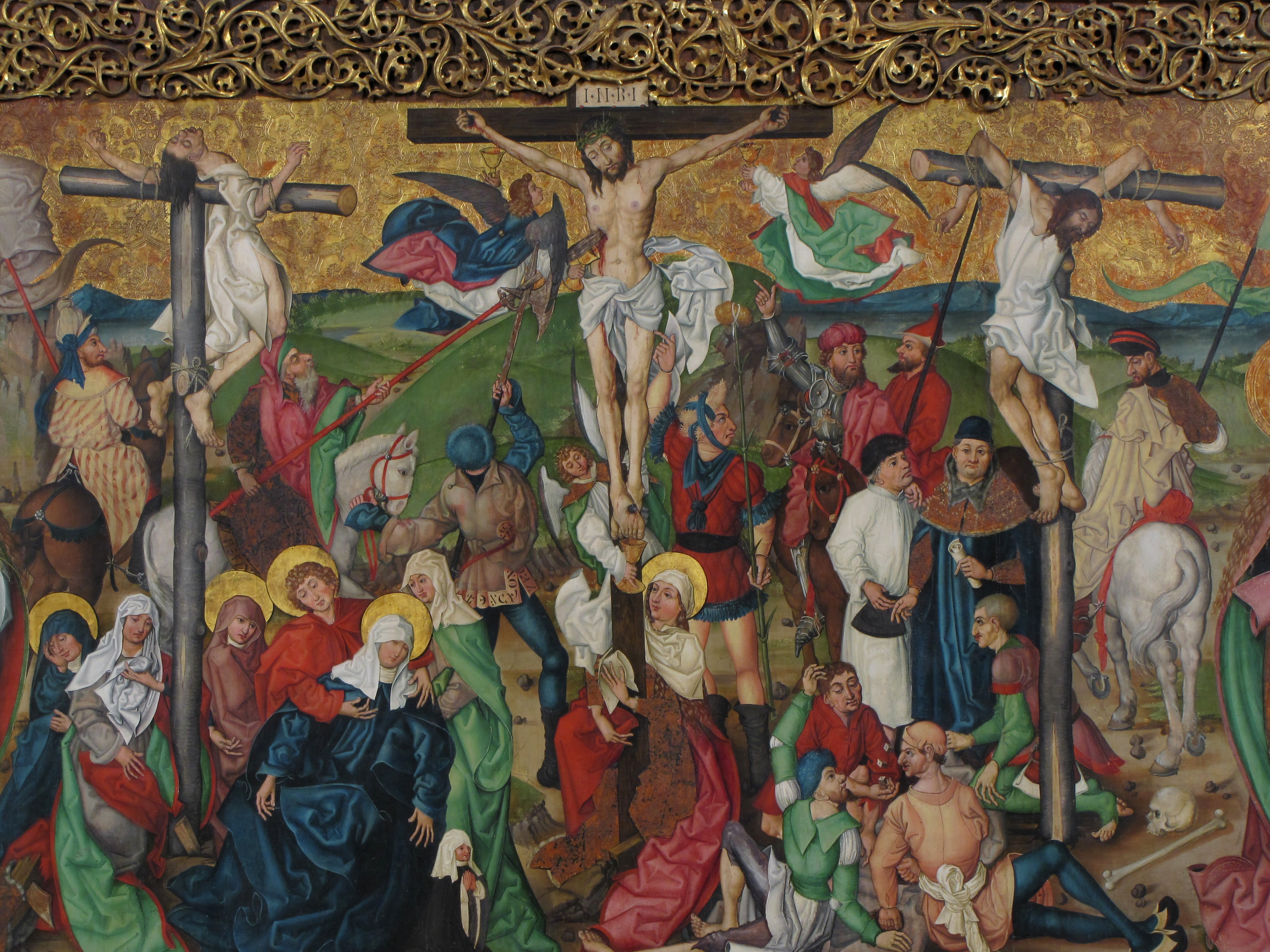
Ukřižování z oltářního obrazu v Buhl v departementu Haut-Rhin, mimořádně velké gotické olejomalby na desce z 90. let 14. století

Viz též: Testimonium flavianum a Tacitus o Ježíšovi

### Mara bar Serapion
Ranou nekřesťanskou zmínkou o Ježíšově ukřižování je pravděpodobně dopis Mara bar Serapiona jeho synovi, napsaný někdy po roce 73 n. l., ale před 3. stoletím n. l. Dopis neobsahuje žádné křesťanské motivy a předpokládá se, že jeho autor nebyl ani Žid, ani křesťan. Dopis se týká odplaty, která následovala po nespravedlivém zacházení se třemi mudrci: Sokrates, Pythagoras a „moudrý král“ Židů. Někteří badatelé nepochybují o tom, že zmínka o popravě „židovského krále“ se týká ukřižování Ježíše, zatímco jiní přikládají dopisu menší hodnotu vzhledem k mnohoznačnosti zmínky.

### Flavius Josephus
V knize Židovské starožitnosti (napsané kolem roku 93 n. l.) židovský historik Josefus uvedl (Ant 18.3), že Ježíše ukřižoval Pilát, a napsal:
V té době byl Ježíš, moudrý muž... Přitáhl k sobě mnoho Židů i pohanů... A když ho Pilát na návrh předních mužů mezi námi odsoudil na kříž ...
Většina moderních badatelů se shoduje, že ačkoli tato Josefova pasáž (nazývaná Testimonium flavianum) obsahuje některé pozdější interpolace, původně ji tvořilo autentické jádro se zmínkou o popravě Ježíše Pilátem. James Dunn uvádí, že mezi badateli panuje „široká shoda“ ohledně povahy autentické zmínky o ukřižování Ježíše v Testimoniu.

### Tacitus
Na počátku druhého století se o Ježíšově ukřižování zmiňuje také Tacitus, který je obecně považován za jednoho z největších římských historiků. Ve svých Letopisech (asi 116 n. l.) Tacitus popisuje pronásledování křesťanů Neronem a uvádí (Letopisy 15.44), že Pilát nařídil Ježíšovu popravu:
Nero uvalil vinu na třídu nenáviděnou pro své ohavnosti, kterou obyvatelstvo nazývalo křesťany, a podrobil ji nejkrutějším mukám. Christus, od něhož má toto jméno původ, podstoupil nejvyšší trest za vlády Tiberia z rukou jednoho z našich prokurátorů, Pontia Piláta.
Vědci obecně považují Tacitovu zmínku o popravě Ježíše Pilátem za pravou a historicky cennou jako nezávislý římský pramen. Eddy a Boyd uvádějí, že je nyní „pevně prokázáno“, že Tacitus poskytuje nekřesťanské potvrzení Ježíšova ukřižování.

### Talmud
Další možný odkaz na ukřižování („pověšení“, srov. Lk 23, 39 (Kral, ČEP); Gal 3, 13 (Kral, ČEP)) se nachází v babylonském Talmudu:
V předvečer svátku Pesach byl Ješu pověšen. Čtyřicet dní před popravou chodil zvěstovatel a volal: „Jde ven, aby byl ukamenován, protože provozoval čarodějnictví a sváděl Izrael k odpadlictví. Kdokoli může říci něco v jeho prospěch, ať se přihlásí a přimluví se za něj.“ Protože se však v jeho prospěch nikdo nepřihlásil, byl v předvečer velikonoc pověšen.
— Sanhedrin 43a, Babylonský talmud (Soncinovo vydání)
Ačkoli se otázka rovnocennosti identit Ješua a Ježíše občas diskutuje, mnoho historiků se shoduje, že výše uvedená pasáž z 2. století se pravděpodobně týká Ježíše, přičemž Peter Schäfer uvádí, že nelze pochybovat o tom, že toto vyprávění o popravě v Talmudu se vztahuje k Ježíši Nazaretskému. Robert Van Voorst uvádí, že zmínku o Ježíši v Sanhedrinu 43a lze potvrdit nejen ze samotné zmínky, ale i z kontextu, který ji obklopuje. Sanhedrin 43a vypráví, že Ješu byl odsouzen k smrti královskou vládou Judska – tento rod byl zbaven veškeré právní moci po nástupu Heroda Velikého na trůn v roce 37 př. n. l., což znamená, že k popravě muselo dojít téměř 40 let před Ježíšovým narozením. Podle jiného podání byl popraven na žádost farizejských vůdců.

### Islám
Muslimové tvrdí, že Ježíš nebyl ukřižován a že ti, kdo si mysleli, že ho zabili, omylem zabili Jidáše Iškariotského, Šimona z Kyrény nebo někoho jiného místo něj. Tuto víru zastávají na základě různých výkladů Koránu 4:157–158, kde se píše: „nezabili ho, ani ho neukřižovali, ale tak se jim to zdálo [nebo se jim to tak zdálo], ... A Bůh ho vzkřísil k sobě“.

### Gnosticismus
Některé raně křesťanské gnostické sekty, které věřily, že Ježíš neměl fyzickou podstatu, popíraly, že byl ukřižován. V reakci na to Ignác z Antiochie trval na tom, že Ježíš se skutečně narodil a byl skutečně ukřižován, a napsal, že ti, kdo se domnívali, že Ježíš pouze zdánlivě trpěl, se pouze zdáli být křesťany.

## Historicita

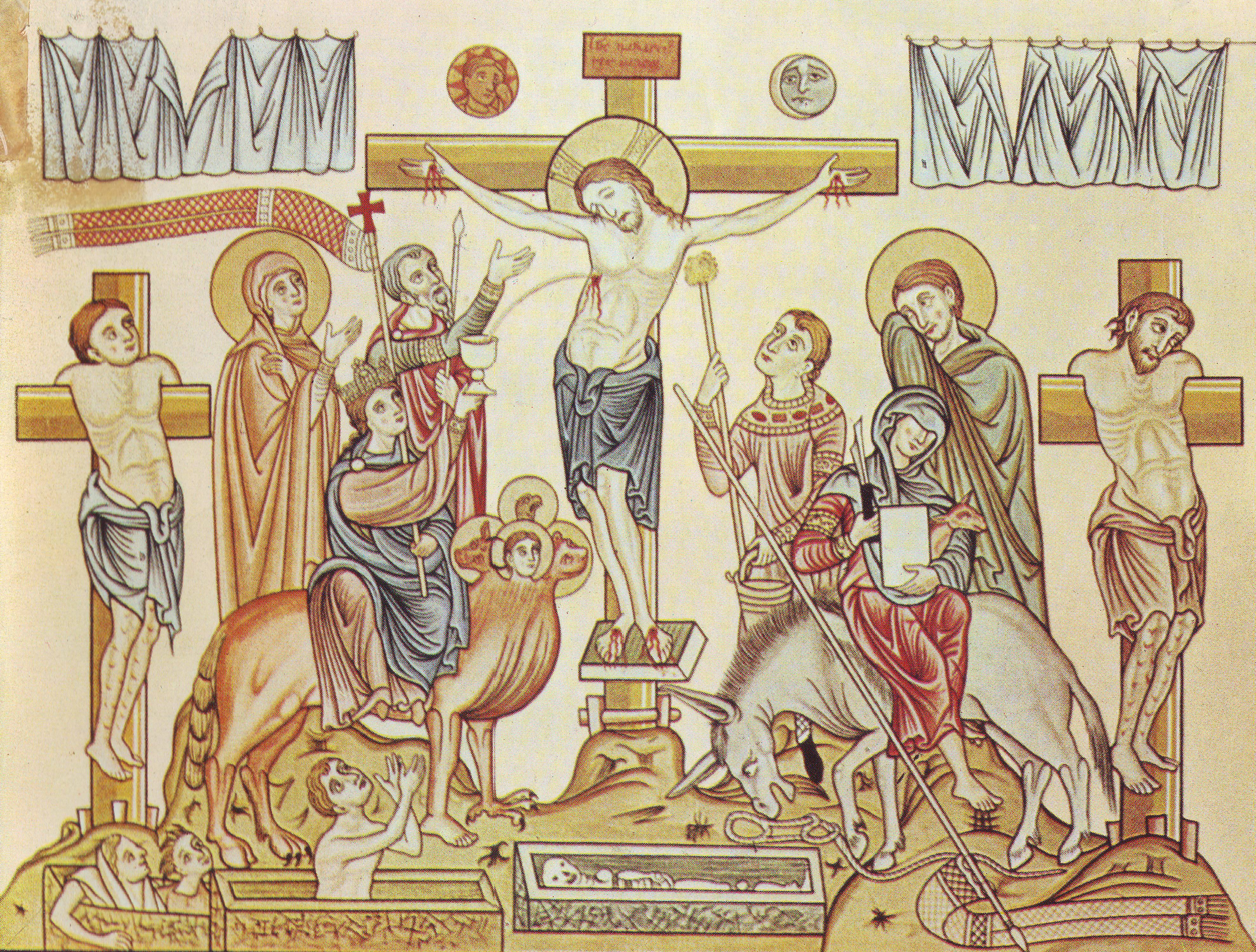
Ukřižování Ježíše Nazaretského, středověká ilustrace z Hortus deliciarum řeholnice Herrady z Landsbergu, 12. století

Viz též: Historicita Ježíše a Hledání historického Ježíše
Ve vědeckém bádání o historickém Ježíši jsou Ježíšův křest a jeho ukřižování považovány za dvě nejjistější historická fakta o Ježíšovi. K určení historicity prvků novozákonních vyprávění se používají různá kritéria, která pomáhají stanovit Ježíšovo ukřižování jako historickou událost. Kritérium rozpaků tvrdí, že křesťané by si bolestnou smrt svého vůdce nevymysleli, kritérium vícenásobného potvrzení je potvrzení více než jedním pramenem, včetně více nekřesťanských zdrojů, a kritérium koherence tvrdí, že zapadá do ostatních historických prvků.

Učenci se sice shodují na historicitě ukřižování, ale liší se v názoru na jeho důvod a souvislosti. Například E. P. Sanders i Paula Fredriksenová podporují historicitu ukřižování, ale tvrdí, že Ježíš své ukřižování nepředpověděl a že jeho předpověď ukřižování je „církevním výtvorem“.:126 Géza Vermes také považuje ukřižování za historickou událost, ale podává k němu vlastní vysvětlení a pozadí.
Ačkoli téměř všechny starověké prameny týkající se ukřižování jsou literární, v roce 1968 bylo při archeologickém nálezu severovýchodně od Jeruzaléma objeveno tělo ukřižovaného muže datované do 1. století, což poskytlo dobrý potvrzující důkaz, že k ukřižování docházelo v římském období zhruba podle toho, jak je Ježíšovo ukřižování popsáno v evangeliích. Ukřižovaný muž byl identifikován jako Jehohanan ben Hagkol a pravděpodobně zemřel kolem roku 70 n. l., tedy v době židovského povstání proti Římu. Analýzy na lékařské fakultě Hadassa odhadly, že zemřel ve věku kolem 20 let. Dalším významným archeologickým nálezem, který se rovněž datuje do 1. století n. l., je neidentifikovaná patní kost s hrotem objevená v jeruzalémském hrobě, která je v držení Izraelského památkového úřadu a vystavena v Izraelském muzeu.

## Detaily
Hlavní článek: Pašije

### Chronologie
Hlavní článek: Chronologie Ježíšova života
Ohledně přesného data Ježíšova ukřižování nepanuje shoda, ačkoli bibličtí badatelé se obecně shodují na tom, že se tak stalo v pátek o velikonocích (14. nisanu) nebo v jejich blízkosti, tedy za vlády Piláta Pontského (vládl v letech 26–36 n. l.). K odhadu roku ukřižování byly použity různé přístupy, včetně kanonických evangelií, chronologie Pavlova života a také různé astronomické modely. Vědci uvádějí odhady v rozmezí 30-33 n. l., přičemž Rainer Riesner uvádí, že „čtrnáctý nisan (7. dubna) roku 30 n. l. je zřejmě i podle názoru většiny současných badatelů zdaleka nejpravděpodobnějším datem Ježíšova ukřižování.“ Dalším preferovaným datem mezi vědci je pátek 3. dubna 33 n. l.
Vědci se shodují na tom, že novozákonní zprávy představují ukřižování v pátek, ale navrhuje se i ukřižování ve čtvrtek nebo ve středu. Někteří učenci vysvětlují čtvrteční ukřižování na základě „dvojího sabatu“ způsobeného dodatečným velikonočním sabatem, který připadl na čtvrteční soumrak až páteční odpoledne, tedy před běžný týdenní sabat. Někteří tvrdí, že Ježíš byl ukřižován ve středu, nikoli v pátek, a to na základě zmínky o „třech dnech a třech nocích“ v Matoušově evangeliu – Mt 12, 40 (Kral, ČEP) před jeho vzkříšením, které se slavilo v neděli. Jiní oponovali tím, že se tím ignoruje židovský idiom, podle něhož se „den a noc“ může vztahovat na jakoukoli část 24hodinového období, že výraz v Matoušově evangeliu je idiomatický, nikoli tvrzení, že Ježíš byl 72 hodin v hrobě, a že mnohé zmínky o vzkříšení třetího dne nevyžadují tři doslovné noci.
V Markovi – Mk 15, 25 (Kral, ČEP) se ukřižování odehrává ve třetí hodinu (9 hodin ráno) a Ježíšova smrt v devátou hodinu (15. hodin odpoledne). V Janovi – Jan 19, 14 (Kral, ČEP) je Ježíš před Pilátem ještě v šestou hodinu. Vědci předložili řadu argumentů, jak se s tímto problémem vypořádat, někteří navrhují smíření, např. na základě použití římského měření času u Jana, protože římské měření času začínalo o půlnoci a to by znamenalo, že být před Pilátem v šestou hodinu bylo 6 hodin ráno. Někteří badatelé argumentovali, že moderní přesnost označování denní doby by neměla být zpětně čtena z evangelijních zpráv, které byly napsány v době, kdy nebyla k dispozici standardizace časomíry ani přesné zaznamenávání hodin a minut a čas se často přibližoval k nejbližšímu tříhodinovému úseku.

### Cesta
Hlavní články: Nesení kříže a Via Dolorosa

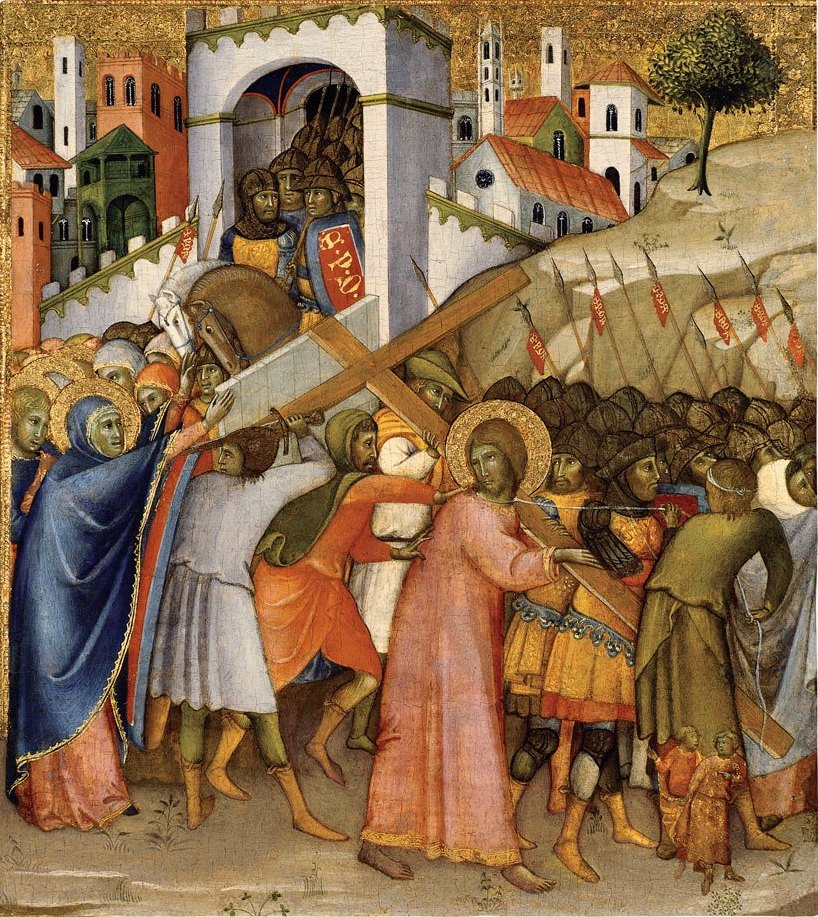
Andrea di Bartolo, Cesta na Kalvárii, kolem roku 1400. Skupinka svatozáří vlevo představuje Pannu Marii stojící vpředu se Třemi Mariemi

Tři synoptická evangelia se zmiňují o muži jménem Šimon z Kyrény, kterému římští vojáci nařídí nést kříž poté, co ho Ježíš nejprve nese, ale pak se zhroutí, zatímco Janovo evangelium pouze říká, že Ježíš „nese“ svůj vlastní kříž.
Lukášovo evangelium také popisuje rozhovor mezi Ježíšem a ženami ze zástupu truchlících, kteří ho následovali, a cituje Ježíšova slova: „Dcery jeruzalémské, nade mnou neplačte! Plačte nad sebou a nad svými dětmi; hle, přicházejí dny, kdy budou říkat: ‚Blaze neplodným, blaze těm, které nikdy nerodily a nekojily!‘ Tehdy ‚řeknou horám: Padněte na nás, a pahrbkům: Přikryjte nás!‘ Neboť děje-li se toto se zeleným stromem, co se stane se suchým?“
V Lukášově evangeliu Ježíš tyto ženy oslovuje „dcery jeruzalémské“, čímž je odlišuje od žen, které totéž evangelium popisuje jako „ženy, které ho následovaly z Galileje“ a které byly přítomny jeho ukřižování.
Tradičně se cesta, po které šel Ježíš, nazývá latinsky Via Dolorosa (česky „cesta smutku“ nebo „cesta utrpení“) a je to ulice v jeruzalémském Starém městě. Je na ní vyznačeno devět ze čtrnácti zastavení křížové cesty. Prochází kolem kostela Ecce Homo a posledních pět zastavení se nachází uvnitř chrámu Božího hrobu.
O ženě jménem Veronika není v evangeliích žádná zmínka, ale prameny jako Acta sanctorum ji popisují jako zbožnou ženu z Jeruzaléma, která pohnuta soucitem, když Ježíš nesl svůj kříž na Golgotu, mu dala svůj závoj, aby si mohl otřít čelo.

### Umístění

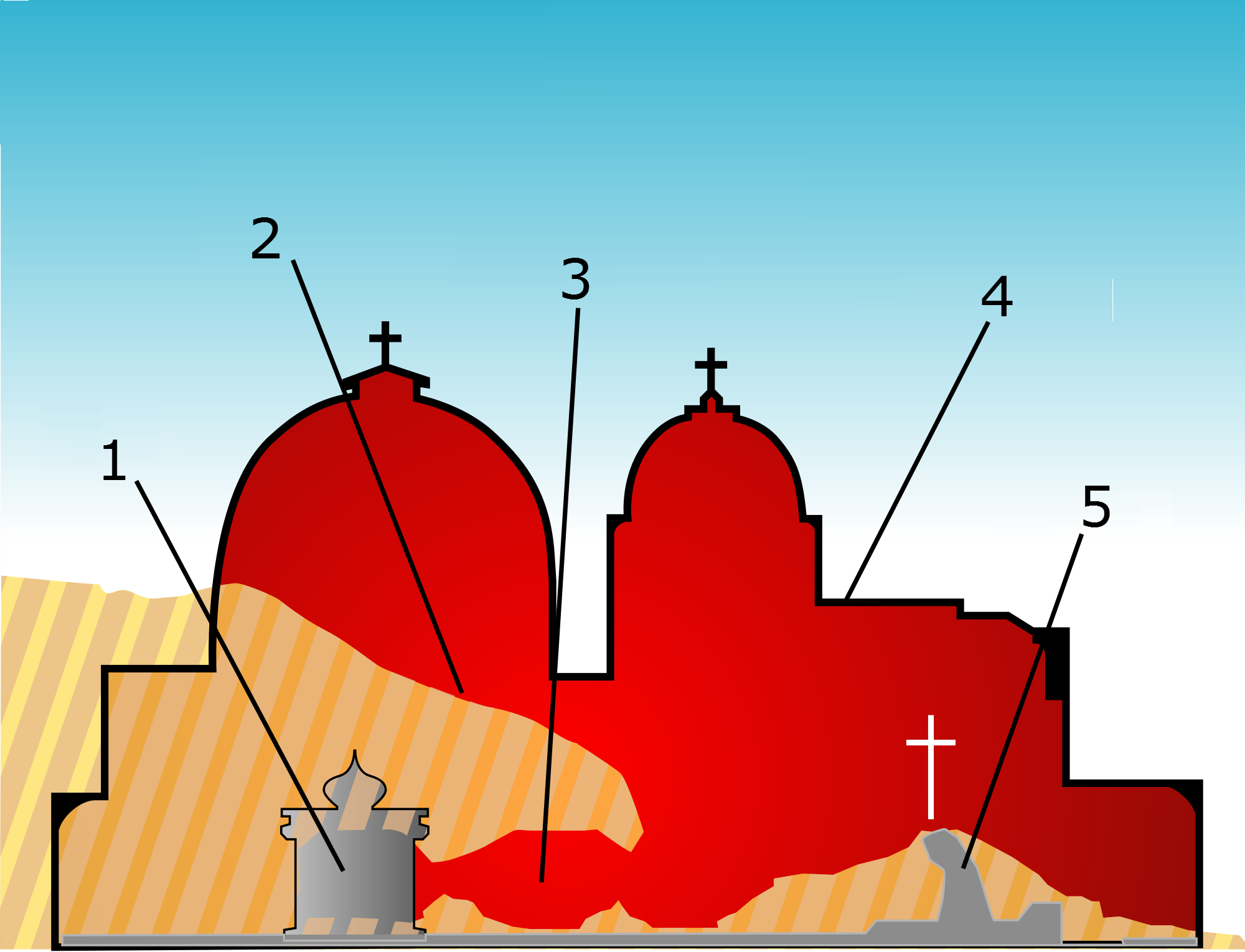
Schéma chrámu Božího hrobu a historického areálu: (1) Domnělá strana Kristova hrobu, (2) Svah, který byl zbořený ve čtvrtém století za účelem výstavby kostela, (3) Pohřební komora, (4) Současný kostel a (5) Golgotská skála

Přesné místo ukřižování zůstává předmětem dohadů, ale biblické zprávy naznačují, že se nacházelo za hradbami Jeruzaléma, přístupné kolemjdoucím a pozorovatelné z určité vzdálenosti. Eusebius určil jeho polohu pouze jako severně od hory Sion, což odpovídá dvěma nejčastěji navrhovaným místům v moderní době.
Kalvárie jako název místa je odvozen od latinského slova pro lebku (calvaria), které je použito ve Vulgátě v překladu „místo lebky“, což je vysvětlení uvedené ve všech čtyřech evangeliích k aramejskému slovu Gûlgaltâ (transliterovanému do řečtiny jako Γολγοθᾶ (Golgota)), což byl název místa, kde byl Ježíš ukřižován. Text neuvádí, proč bylo takto označeno, ale bylo předloženo několik teorií. Jednou z nich je, že Kalvárie jako místo veřejné popravy mohla být poseta lebkami opuštěných obětí (což by bylo v rozporu s židovskými, nikoli však římskými pohřebními tradicemi). Další je, že Kalvárie je pojmenována podle nedalekého hřbitova (což odpovídá oběma navrhovaným moderním místům). Třetí možností je, že název byl odvozen od fyzického obrysu, což by více odpovídalo použití slova v jednotném čísle, tj. místo „lebky“. Ačkoli se o něm často mluví jako o „hoře Kalvárii“, šlo spíše o malý kopec nebo skalnatý pahorek.
Tradiční místo, kde se dnes nachází chrám Božího hrobu v křesťanské čtvrti Starého města, je doloženo již od 4. století. Druhé místo (běžně označované jako Gordonova kalvárie), které se nachází severněji od Starého města poblíž místa lidově nazývaného Zahradní hrob, je prosazováno od 19. století.

### Přítomní lidé
Viz též: Ženy při ukřižování

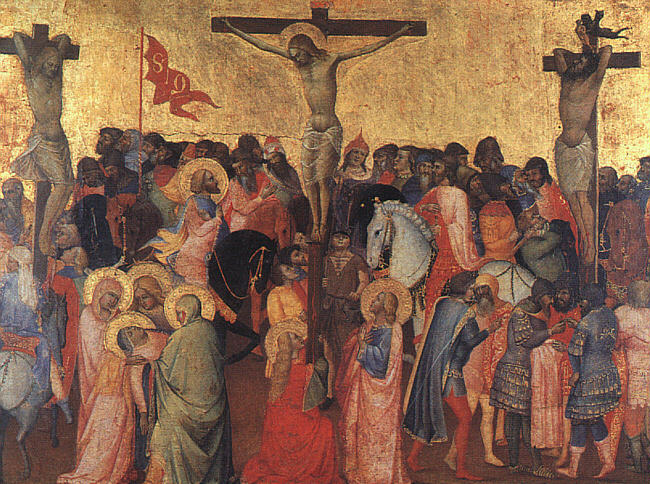
Ukřižování od Agnola Gaddiho z let 1390–1396, zobrazující několik žen při ukřižování

Evangelia popisují různé ženy u ukřižování, z nichž některé jsou jmenovány. Podle Marka je přítomno mnoho žen, mezi nimi Marie Magdaléna, Marie, matka Jakubova, a Marie Kleofášova, obecně známé jako „tři Marie“. Matoušovo evangelium také zmiňuje několik přítomných žen, mezi nimi Marii Magdalénu, Marii, matku Jakubovu, a matku Zebedeových dětí. Ačkoli se o skupině žen zmiňuje i Lukáš, ani jedna z nich není jmenována. Janovo evangelium hovoří o přítomných ženách, mezi nimiž jsou Ježíšova matka, Marie Magdaléna a Marie Kleofášova.
Kromě těchto žen hovoří tři synoptická evangelia o přítomnosti dalších osob: „velekněží se zákoníky a staršími“, dva ukřižovaní zločinci po Ježíšově pravici, „vojáci“, „setník a ti, kteří byli s ním a hlídali Ježíše“, kolemjdoucí, „přihlížející“, „zástupy, které se shromáždily na tuto podívanou“ a „jeho známí“. Oba zločinci jsou popsáni jako λῃσταί (různě překládáno jako lupiči, vzbouřenci nebo zloději) a v Lukášově evangeliu se o nich dále hovoří jako o kajícím zločinci (lotrovi) a nekajícném zločinci (lotrovi).
Janovo evangelium zmiňuje vojáky a „učedníka, kterého Ježíš miloval“, který je s ženami.
Evangelia také vyprávějí o příchodu Josefa z Arimatie po Ježíšově smrti (ve čtyřech evangeliích) a Nikodéma (pouze u Jana).

### Metoda a způsob
Hlavní články: Svatý Kříž a Nástroj Ježíšova ukřižování

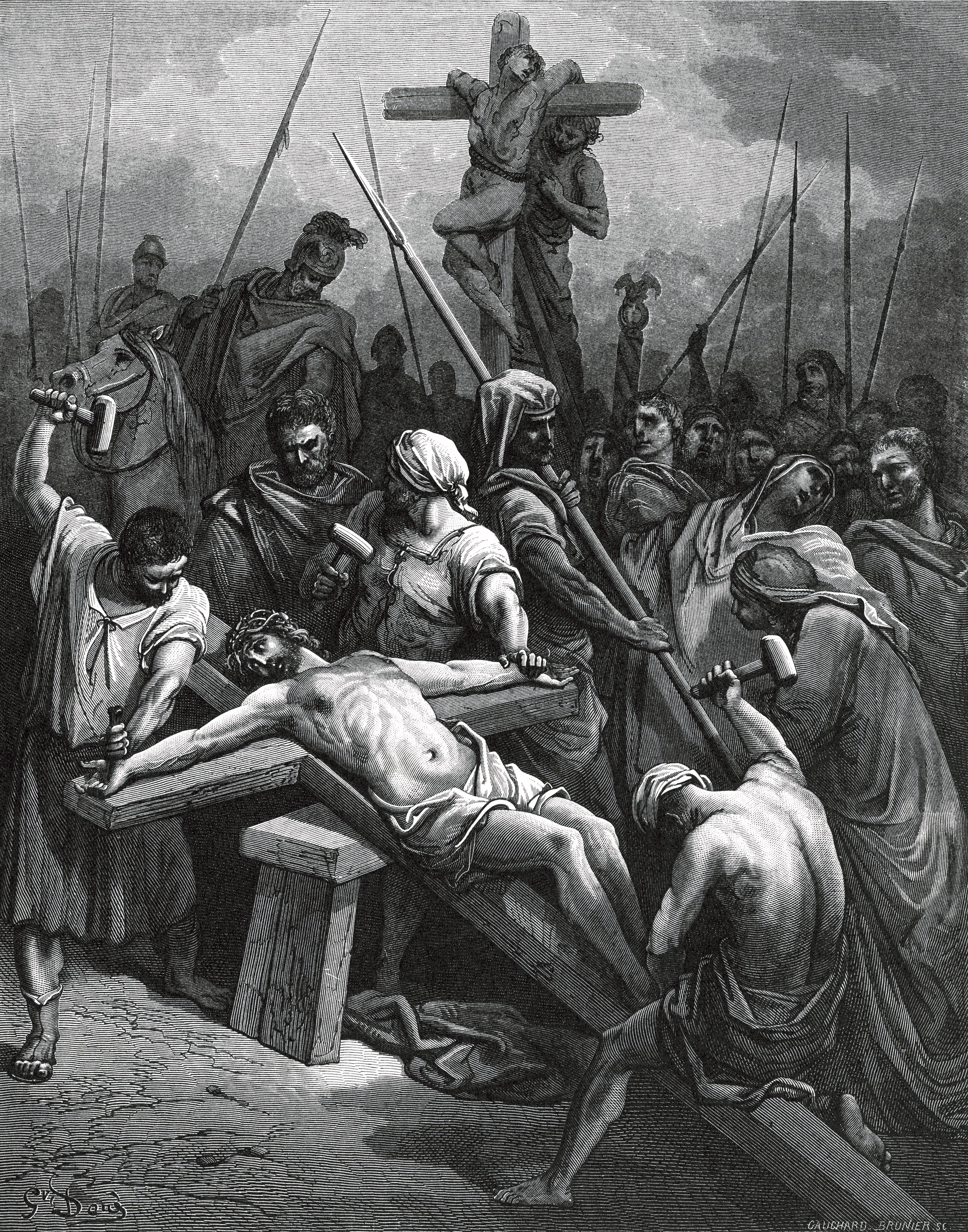
Ukřižování Ježíše na dvouramenném kříži, ze Sainte Bible (1866)

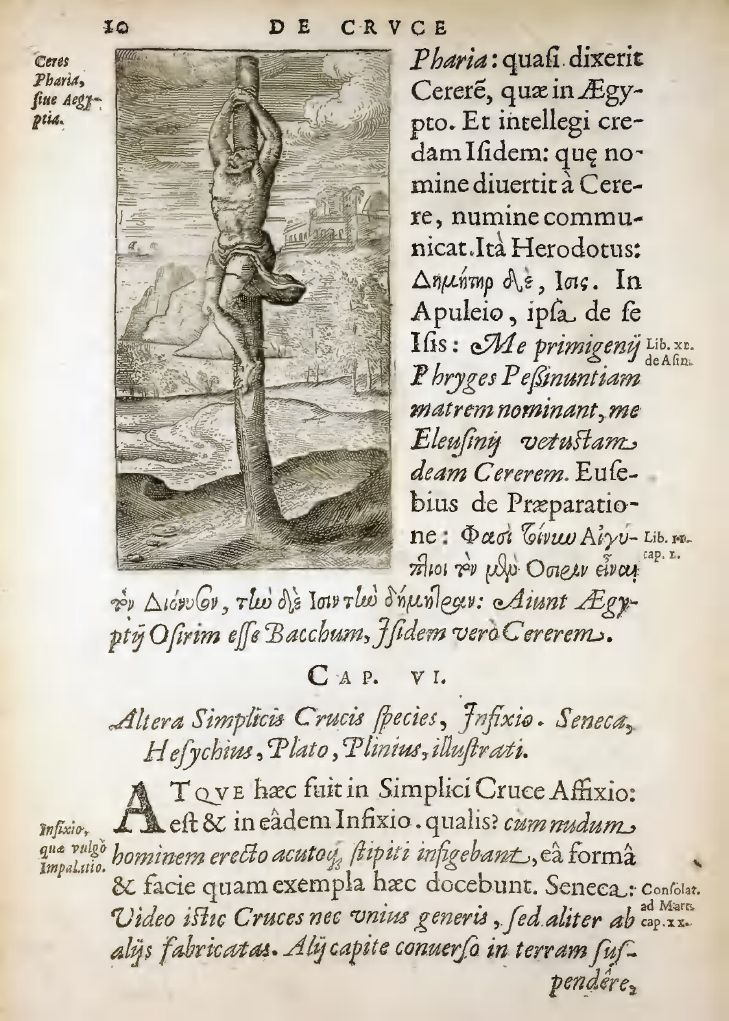
Mučicí kůl, jednoduchý dřevěný mučicí kůl. Obrázek od Justuse Lipsiuse.

Zatímco většina křesťanů věří, že nástroj veřejné popravy, na kterém byl Ježíš popraven, byl tradiční kříž se dvěma břevny, svědkové Jehovovi zastávají názor, že byl použit jeden vzpřímený kůl. Řecká a latinská slova použitá v nejstarších křesťanských spisech jsou nejednoznačná. Ve starořečtině koiné termíny používané v Novém zákoně jsou stauros (σταυρός) a xylon (ξύλον). Druhý z nich znamená dřevo (živý strom, dřevo nebo předmět postavený ze dřeva); v dřívějších formách řečtiny první termín znamenal vztyčený kůl nebo tyč, ale v koiné řečtině se používal i pro označení kříže. Latinské slovo crux se používalo i pro jiné předměty než kříž.
Raně křesťanští autoři, kteří hovoří o tvaru konkrétního popravčího zařízení, na němž Ježíš zemřel, ho vždy popisují jako zařízení s křížovým břevnem (lat. patibulum). Například Barnabášův list, který byl jistě starší než 135, a mohl pocházet z 1. století n. l., tedy z doby, kdy byly sepsány evangelijní zprávy o Ježíšově smrti, jej přirovnává k písmenu T (řecké písmeno tau, které mělo číselnou hodnotu 300) a k pozici, kterou zaujal Mojžíš v Exodu – Ex 17, 11–12 (Kral, ČEP). Justin Mučedník (100–165) výslovně říká, že Kristův kříž měl tvar dvou břeven: „Ten beránek, který bylo přikázáno celý upéct, byl symbolem utrpení kříže, které měl Kristus podstoupit. Neboť beránek, který je pečený, je upečený a oblečený do podoby kříže. Neboť jeden rožeň je přetnut skrz naskrz od spodních částí až k hlavě a jeden přes hřbet, k němuž jsou připevněny nohy beránka.“ Irenej, který zemřel přibližně na konci 2. století, hovoří o kříži jako o kříži, který má „pět konců, dva na délku, dva na šířku a jeden uprostřed, na němž [posledním] spočívá člověk, který je připevněn hřeby.“
Předpoklad použití dvouramenného kříže neurčuje počet hřebů použitých při ukřižování a některé teorie hovoří o třech hřebech, zatímco jiné o čtyřech hřebech. V průběhu dějin byly vysloveny hypotézy o větším počtu hřebů, někdy až o 14 hřebech. Tyto rozdíly se objevují i v uměleckých vyobrazeních ukřižování. V západním křesťanství před renesancí se obvykle zobrazovaly čtyři hřeby, přičemž nohy byly vedle sebe. Po renesanci se na většině vyobrazení používají tři hřeby, přičemž jedna noha je položena na druhé. Hřeby jsou v umění zobrazovány téměř vždy, ačkoli Římané někdy oběti ke kříži pouze přivazovali. Tradice se přenáší i na křesťanské symboly, např. jezuité používají tři hřeby pod monogramem IHS a kříž jako symbol ukřižování.
Umístění hřebů na rukou nebo na zápěstí je také nejisté. Některé teorie naznačují, že řecké slovo cheir (χείρ) pro ruku zahrnuje i zápěstí a že Římané byli obecně vycvičeni k tomu, aby hřeby umisťovali Destotovým prostorem (mezi hlavatou a poloměsíčitou kostí), aniž by došlo ke zlomení některé z kostí. Jiná teorie předpokládá, že řecké slovo pro ruku zahrnuje i předloktí a že hřeby byly umisťovány v blízkosti vřetenní a loketní kosti předloktí. K upevnění rukou se kromě hřebů mohly používat i provazy.
Další diskutovanou otázkou bylo použití hypopodia jako stojné plošiny k podpírání nohou, protože ruce nemusely být schopny udržet váhu. Rasmus Bartholin v 17. století zvažoval řadu analytických scénářů na toto téma. Ve 20. století provedl forenzní patolog Frederick Zugibe řadu experimentů s ukřižováním pomocí provazů k zavěšení lidských subjektů v různých úhlech a polohách rukou. Jeho experimenty podporují úhlové zavěšení a kříž se dvěma nosníky a možná i nějakou formu opory nohou, vzhledem k tomu, že při formě zavěšení Aufbinden na rovném kůlu (jak ji používali nacisté v koncentračním táboře Dachau za druhé světové války) přichází smrt poměrně rychle.

### Ježíšova slova pronesená z kříže
Hlavní článek: Ježíšovy výroky na kříži

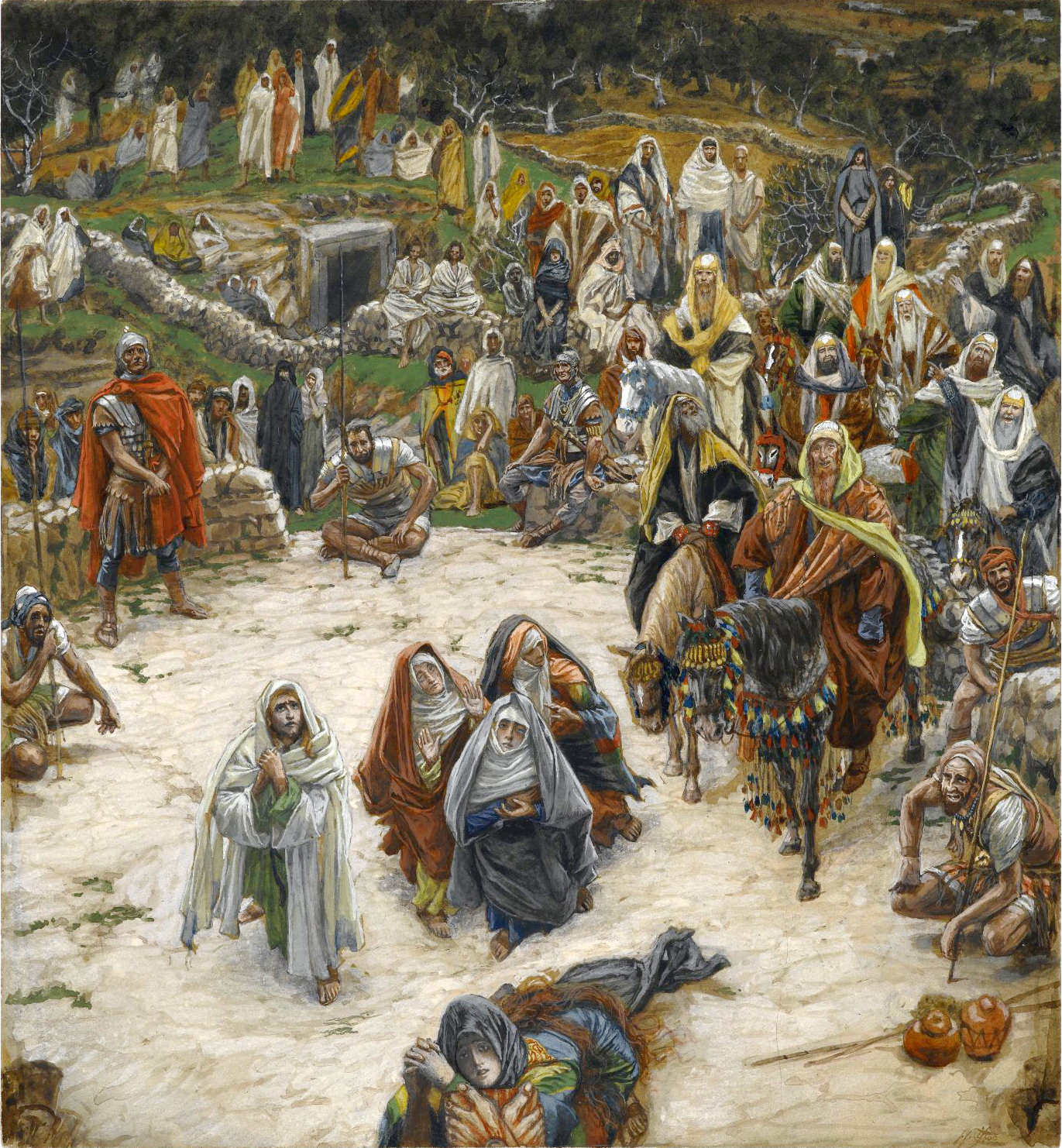
Ukřižování z pohledu od kříže, James Tissot, kolem roku 1890, Brooklynské muzeum

Evangelia popisují různá poslední slova, která Ježíš pronesl na kříži, takto:

#### Marek / Matouš
Aramejská slova: E′li, E′li, la′ma sa‧bach‧tha′ni? („Eli, Eli, lema sabachthani?“), které pronesl Ježíš na kříži, znamenají v češtině: „Bože můj, Bože můj, proč jsi mě opustil?“. Aramejský lingvista Steve Caruso uvedl, že Ježíš nejspíše mluvil galilejskou aramejštinou, což by pro výslovnost těchto slov asi nejlépe vystihovalo: əlahí əlahí ləmáh šəvaqtáni.
Jediná Ježíšova slova na kříži, o nichž se zmiňují Markovo a Matoušovo vyprávění, jsou citací Žalmu 22. Vzhledem k tomu, že ve zprávách o ukřižování jsou citovány i další verše téhož žalmu, někteří komentátoři jej považují za literární a teologický výtvor. Géza Vermes poznamenal, že verš je citován spíše v aramejštině než v obvyklé hebrejštině a že v Ježíšově době se tato věta stala příslovečným rčením v běžném užívání. Ve srovnání s líčeními v ostatních evangeliích, která označuje za „teologicky správná a uklidňující“, považuje tuto větu za „nečekanou, znepokojivou a v důsledku toho pravděpodobnější“. Popisuje ji jako nesoucí „všechny znaky skutečného výkřiku“. Raymond Brown také poznamenává, že nenachází „žádný přesvědčivý argument proti tomu, aby se Ježíši z Marka/Matouše přisuzoval doslovný pocit opuštěnosti vyjádřený v citátu ze žalmu“.

#### Lukáš
- „Otče, odpusť jim, vždyť nevědí, co činí.“[161] [V některých raných rukopisech to není]
- „Amen, pravím ti, dnes budeš se mnou v ráji.“[162]
- „Otče, do tvých rukou odevzdávám svého ducha.“[163]

Lukášovo evangelium neobsahuje výše zmíněný Ježíšův výkřik, o kterém se zmiňují Matouš a Marek.

#### Jan
- „Ženo, hle, tvůj syn!“[165]
- „Žízním.“[166]
- „Dokonáno jest.“[167]

Ježíšova slova na kříži, zejména jeho poslední slova, jsou předmětem celé řady křesťanských učení a kázání a řada autorů napsala knihy věnované právě posledním Kristovým slovům.

### Hlášené mimořádné události
Synoptici uvádějí různé zázračné události během ukřižování. Marek zmiňuje období temnoty ve dne během Ježíšova ukřižování a roztržení chrámové opony na dvě části, když Ježíš umírá. Lukáš navazuje na Marka; stejně jako Matouš navíc zmiňuje zemětřesení a vzkříšení zemřelých svatých. U Jana se o ničem z toho neobjevuje žádná zmínka.

#### Temnota
Hlavní článek: Temnota ukřižování

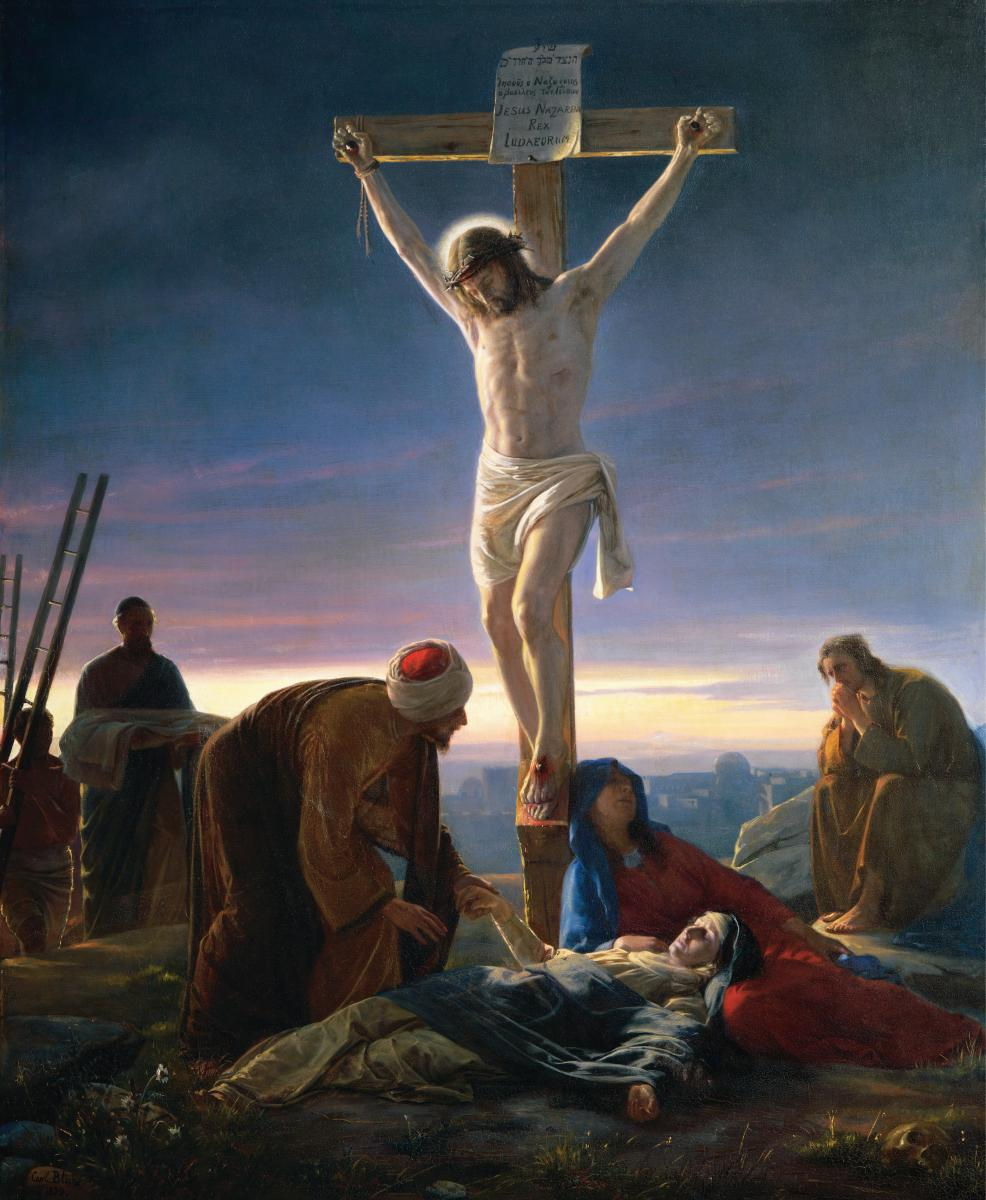
Kristus na kříži s potemnělou oblohou, autor Carl Heinrich Bloch

V synoptickém vyprávění se v době, kdy Ježíš visí na kříži, obloha nad Judskem (nebo nad celým světem) „zatmí na tři hodiny“, od šesté do deváté hodiny (od poledne do odpoledne). Ve vyprávění Janova evangelia, v němž k ukřižování dochází až po poledni, není o tmě zmínka.
Někteří starokřesťanští autoři zvažovali možnost, že pohanští komentátoři tuto událost zmínili a mylně ji považovali za zatmění Slunce, přičemž poukazovali na to, že k zatmění nemůže dojít během svátku Pesach, který se odehrává za úplňku, kdy je Měsíc naproti Slunci, nikoli před ním. Křesťanský cestovatel a historik Sextus Julius Africanus a křesťanský teolog Origenes se odvolávají na řeckého historika Flegona, který žil ve 2. století n. l., který napsal „ohledně zatmění v době Tiberia Caesara, za jehož vlády byl zřejmě ukřižován Ježíš, a velkých zemětřesení, která se tehdy odehrála“.
Sextus Julius Africanus dále odkazuje na spisy historika Thalla: „Tuto tmu Thallus ve třetí knize svých Dějin nazývá, jak se mi zdá bezdůvodně, zatměním Slunce. Hebrejové totiž slaví velikonoce 14. den podle měsíce a umučení našeho Spasitele připadá na den před velikonocemi; zatmění slunce však nastává pouze tehdy, když se měsíc dostane pod slunce.“ Křesťanský apologeta Tertulián se domníval, že tato událost je doložena v římských archivech.
Colin Humphreys a W. G. Waddington z Oxfordské univerzity zvažovali možnost, že se mohlo jednat o zatmění Měsíce, nikoliv Slunce. Došli k závěru, že takové zatmění by bylo v Jeruzalémě viditelné po dobu 30 minut, a navrhli, že zmínka v evangeliu o zatmění Slunce je výsledkem chybné úpravy textu písařem. Historik David Henige toto vysvětlení odmítá jako „neobhajitelné“ a astronom Bradley Schaefer poukazuje na to, že zatmění Měsíce by nebylo viditelné za denního světla.
Frank Close, emeritní profesor fyziky na Oxfordské univerzitě, v pořadu BBC Radio 4 In Our Time nazvaném Eclipses (Zatmění) uvedl, že některé historické prameny uvádějí, že v noci ukřižování „vyšel krvavě rudý měsíc“, což naznačuje zatmění Měsíce. Dále potvrdil, že vzhledem k tomu, že svátek Pesach se koná za úplňku, zpětný výpočet ukazuje, že v noci na Pesach v pátek 3. dubna 33 n. l. skutečně došlo k zatmění Měsíce, které by bylo viditelné v oblasti dnešního Izraele, starověké Judeji, těsně po západu Slunce.
Moderní biblistika považuje vyprávění v synoptických evangeliích za literární výtvor autora Markova evangelia, pozměněný v Lukášově a Matoušově vyprávění, který měl zvýšit význam události, kterou považovali za teologicky významnou, a který neměl být chápán doslovně. Tento obraz temnoty nad zemí by byl pro starověké čtenáře srozumitelný, je to typický prvek popisu smrti králů a jiných významných osobností u spisovatelů, jako jsou Filón, Dio Cassius, Vergilius, Plútarchos a Flavius Iosephus. Géza Vermes popisuje popis temnoty jako typický pro „židovské eschatologické představy o dni Páně“ a říká, že ti, kdo jej interpretují jako datovatelné zatmění, „štěkají na špatný strom“.

#### Chrámová opona, zemětřesení a vzkříšení mrtvých svatých
Synoptická evangelia uvádějí, že chrámová opona se roztrhla odshora dolů.
Matoušovo evangelium se zmiňuje o zemětřesení, rozpadu skal a otevření hrobů zemřelých svatých a popisuje, jak tito vzkříšení svatí vešli do svatého města a zjevili se mnoha lidem.
V Markově a Matoušově vyprávění komentuje události velící setník: „Ten člověk byl opravdu Syn Boží.“ nebo „On byl opravdu Boží Syn!“. Lukášovo evangelium ho cituje: „Tento člověk byl vskutku spravedlivý.“
Historik Sextus Julius Africanus na počátku třetího století při popisu dne ukřižování napsal: „Na celý svět padla nejhroznější temnota, skály se roztrhly zemětřesením a mnohá místa v Judeji i na ostatním světě se zhroutila. Ve třetí knize svých Dějin Thallos odmítá tuto tmu jako zatmění slunce. ...“
Předpokládá se, že k rozsáhlému zemětřesení o síle 5,5 stupně došlo mezi lety 26 a 36 našeho letopočtu. Toto zemětřesení bylo datováno na základě počítání varv (ročních vrstev sedimentů) mezi narušením jádra sedimentu z Ejn Gedi, které bylo způsobeno tímto zemětřesením, a dřívějším známým zemětřesením v roce 31 př. n. l. Ačkoli mohlo jít i o jiná zemětřesení, autoři dospěli k závěru, že buď šlo o zemětřesení v Matoušově evangeliu a došlo k němu víceméně tak, jak je uváděno, nebo si Matouš „vypůjčil“ toto zemětřesení, ke kterému skutečně došlo v jiné době, nebo do něj prostě vložil „alegorickou fikci“.

## Lékařské aspekty
Viz též: Ukřižování#Příčina smrti ukřižovaného
Lékaři a biblisté navrhli řadu teorií, které vysvětlují okolnosti Ježíšovy smrti na kříži. V roce 2006 Matthew W. Maslen a Piers D. Mitchell přezkoumali více než 40 publikací na toto téma s různými teoriemi, od prasknutí srdce až po plicní embolii.

Bronzinovo Snímání Krista

V roce 1847 lékař William Stroud na základě zmínky v Janově evangeliu – Jan 19, 34 (Kral, ČEP) o krvi a vodě, které vytryskly, když byl Ježíšův bok probodnut kopím, navrhl teorii prasklého srdce jako příčiny Kristovy smrti, která ovlivnila řadu dalších lidí.
Teorie kardiovaskulárního kolapsu je převládajícím moderním vysvětlením a předpokládá, že Ježíš zemřel na hluboký šok. Podle této teorie způsobilo bičování, bití a upevnění na kříž, že Ježíš byl dehydrovaný, zesláblý a těžce zraněný, což vedlo ke kardiovaskulárnímu kolapsu.
Lékař William Edwards a jeho kolegové v časopise Journal of the American Medical Association podpořili teorii kombinovaného kardiovaskulárního kolapsu (prostřednictvím hypovolemického šoku) a asfyxie z vyčerpání a předpokládali, že tekutina vytékající z Ježíšova boku popsaná v Janově evangeliu byla perikardiální tekutina.
Lékař a soudní patolog Frederick Zugibe ve své knize Ukřižování Ježíše velmi podrobně zkoumal pravděpodobné okolnosti Ježíšovy smrti. Zugibe během několika let provedl řadu experimentů, aby ověřil své teorie, když byl soudním lékařem. Tyto studie zahrnovaly pokusy, při nichž byli dobrovolníci s určitou hmotností zavěšeni pod určitým úhlem a měřila se síla tahu na každou ruku, a to v případech, kdy byly nebo nebyly zajištěny i nohy. V těchto případech bylo zjištěno, že velikost tahu a odpovídající bolest je významná.
Pierre Barbet, francouzský lékař a hlavní chirurg nemocnice svatého Josefa v Paříži, vyslovil hypotézu, že Ježíš uvolnil svaly, aby získal dostatek vzduchu k vyřčení posledních slov, a to tváří v tvář vyčerpávající asfyxii. Některé Barbetovy teorie, jako například umístění hřebů, Zugibe zpochybňuje.
Ortoped Keith Maxwell analyzoval nejen lékařské aspekty ukřižování, ale také se zabýval tím, jak mohl Ježíš nést kříž po celé cestě Via Dolorosa.
V roce 2003 historici F. P. Retief a L. Cilliers přezkoumali historii a patologii ukřižování, jak je prováděli Římané, a naznačili, že příčinou smrti byla často kombinace několika faktorů. Uvádějí také, že římské stráže měly zakázáno opustit místo činu, dokud nedošlo ke smrti.

## Teologický význam

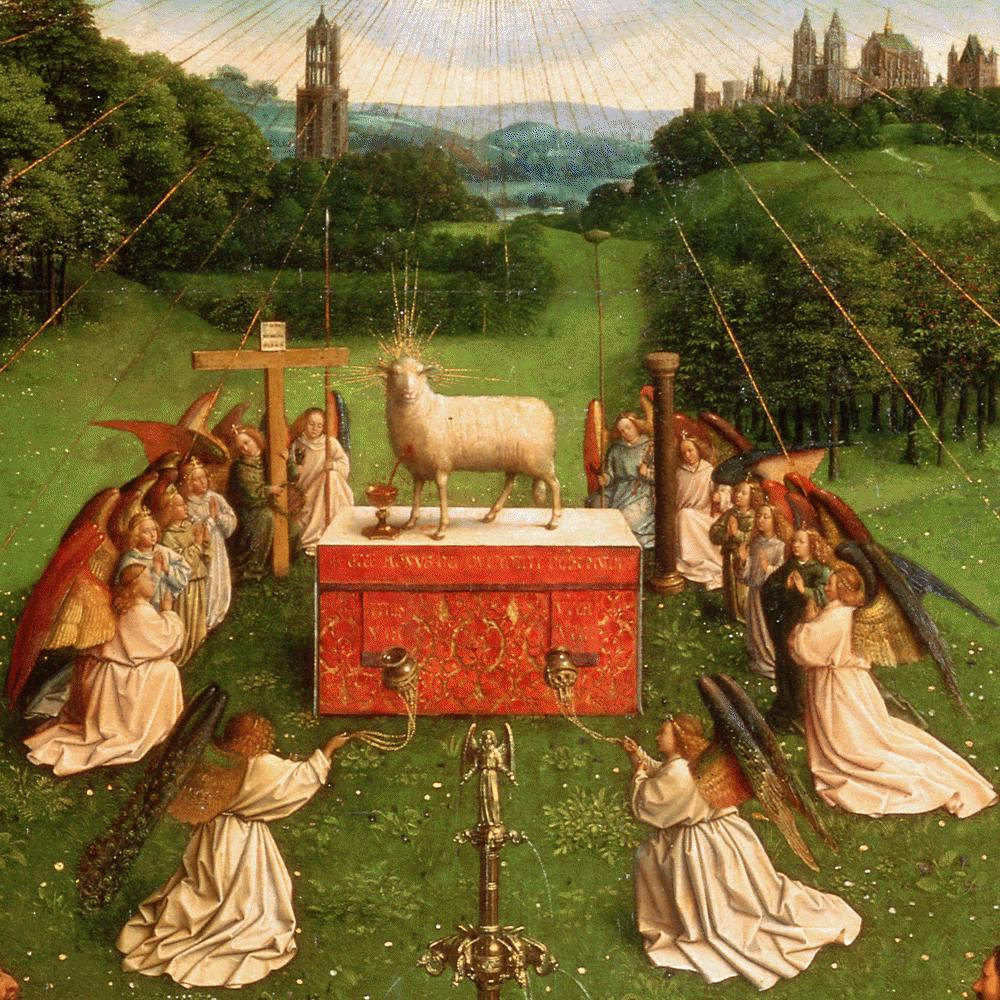
Klanění mystickému beránkovi (detail Gentského oltářního obrazu, Jan van Eyck, kolem roku 1432). Kristus je zobrazen jako obětní Beránek Boží.

Křesťané věří, že Ježíšova smrt měla zásadní význam pro obnovení vztahu lidstva s Bohem. Křesťané věří, že díky Ježíšově smrti a vzkříšení jsou lidé znovu spojeni s Bohem a získávají novou radost a sílu v tomto životě i život věčný. Ježíšovo ukřižování spolu s jeho vzkříšením tak obnovuje přístup k živé zkušenosti Boží přítomnosti, lásky a milosti, jakož i k důvěře ve věčný život.

### Christologie
Viz též: Beránek Boží
Zprávy o Ježíšově ukřižování a následném zmrtvýchvstání poskytují bohaté pozadí pro christologickou analýzu, od kanonických evangelií až po Pavlovy epištoly. Křesťané věří, že Ježíšovo utrpení bylo předpovězeno ve Starém zákoně, například v Žalmu 22 – Ž 22 (Kral, ČEP) a v proroctví Izajáše 53 – Iz 53 (Kral, ČEP) o trpícím služebníku.
V janovské „zástupné christologii“ je Ježíšovo podrobení se ukřižování obětí, kterou přináší jako Boží zástupce nebo Boží služebník v zájmu definitivního vítězství, což navazuje na spásné téma Janova evangelia, které začíná v Jan 1, 29 (Kral, ČEP) hlásáním Jana Křtitele: „Hle, beránek Boží, který snímá hřích světa“.
Ústředním prvkem christologie obsažené ve Skutcích apoštolů je potvrzení víry, že Ježíšova smrt ukřižováním se stala „s Božím prozřetelností podle určitého plánu“. V tomto pohledu, stejně jako ve Sk 2, 23 (Kral, ČEP), není kříž vnímán jako pohoršení, neboť Ježíšovo ukřižování „z rukou bezbožníků“ je považováno za naplnění Božího plánu.
Pavlova christologie se zaměřuje na Ježíšovu smrt a vzkříšení. Ježíšovo ukřižování pro Pavla přímo souvisí s jeho vzkříšením a výraz „Kristův kříž“ použitý v listu Galaťanům – Gal 6, 12 (Kral, ČEP) lze považovat za jeho zkratku poselství evangelií. Pro Pavla nebylo Ježíšovo ukřižování izolovanou dějinnou událostí, ale kosmickou událostí s významnými eschatologickými důsledky, jak se píše v 1. listě Korintanům – 1Kor 2, 8 (Kral, ČEP). Podle Pavlova názoru Ježíš, poslušný až k smrti – Flp 2, 8 (Kral, ČEP), zemřel „v pravý čas“ – Řím 4, 25 (Kral, ČEP) na základě Božího plánu. Pro Pavla není „moc kříže“ oddělitelná od Ježíšova zmrtvýchvstání. Kromě toho Pavel zdůraznil myšlenku, že Ježíš na kříži porazil duchovní síly zla „Kosmokrator“, doslova „vládce tohoto světa“ (v Ef 6, 12 (Kral, ČEP) použito v množném čísle), čímž zdůraznil myšlenku vítězství světla nad temnotou neboli dobra nad zlem skrze Krista.
Víra ve vykupitelskou povahu Ježíšovy smrti pochází z doby před Pavlovými listy, z nejranějších dob křesťanství a jeruzalémské církve. Výrok Nicejského vyznání víry, že „byl za nás ukřižován“, je odrazem formalizace této základní víry ve čtvrtém století.
Jan Kalvín podporoval christologii „Božího zástupce“ a tvrdil, že Ježíš mohl v procesu před Pilátovým soudem úspěšně obhajovat svou nevinu, ale místo toho se podrobil ukřižování v poslušnosti Otci. Toto christologické téma pokračovalo až do 20. století, a to jak ve východním, tak v západním křesťanství. Ve východním křesťanství Sergej Bulgakov tvrdil, že Ježíšovo ukřižování bylo „předvěčně“ určeno Otcem ještě před stvořením světa, aby vykoupilo lidstvo z potupy způsobené Adamovým pádem, v západním křesťanství Karl Rahner rozvinul analogii, že krev Beránka Božího (a voda z Ježíšova boku) prolitá při ukřižování měla očistnou povahu, podobnou křestní vodě.

### Pokání a smíření

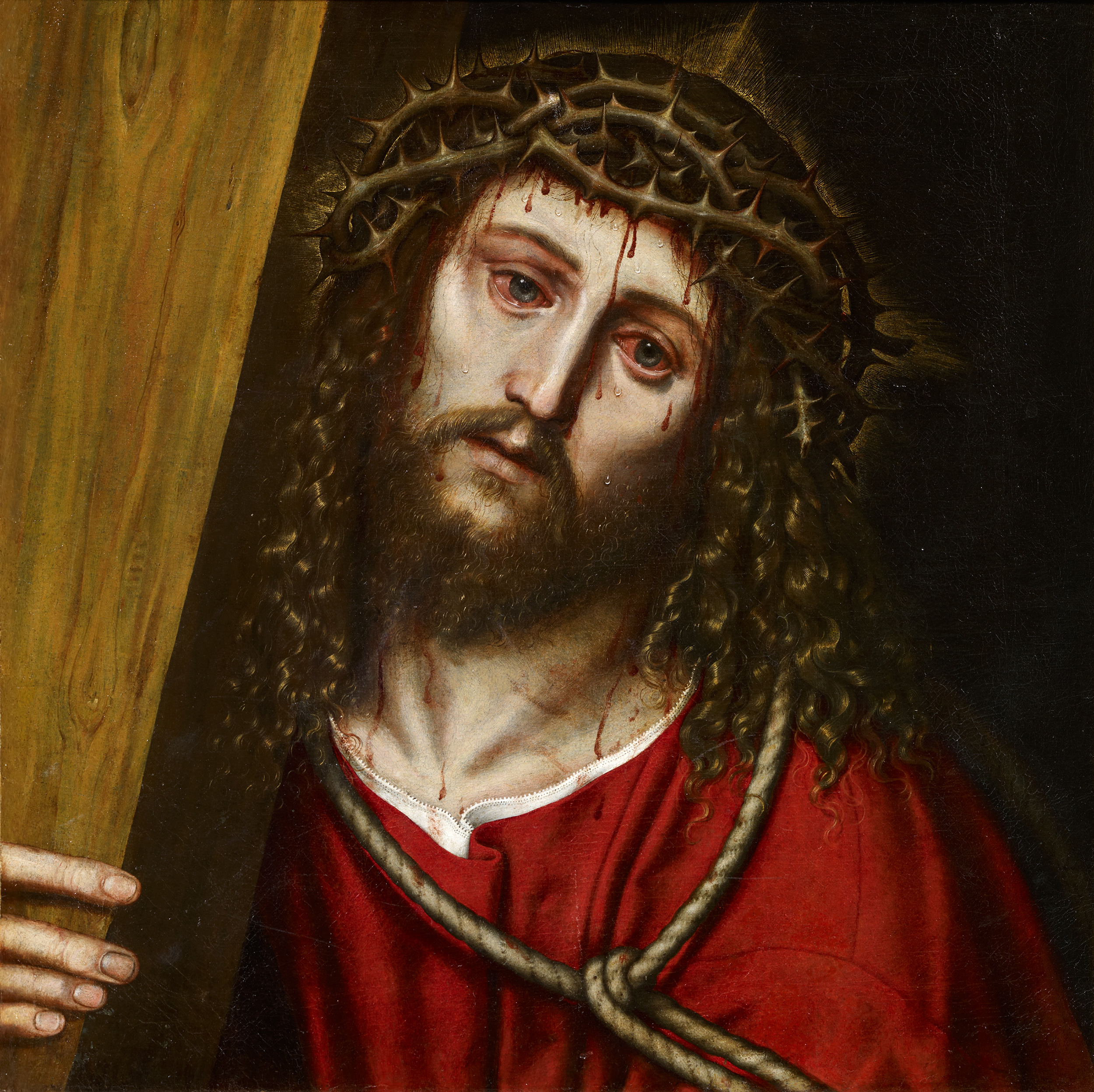
Kajícník, Niccolò Frangipane, 1574

Ježíšova smrt a vzkříšení jsou základem různých teologických výkladů toho, jak je lidstvu dána spása. Tyto výklady se značně liší v tom, jak velký důraz kladou na smrt a vzkříšení ve srovnání s Ježíšovými slovy. Podle názoru zástupného (substitučního) vykoupení má Ježíšova smrt ústřední význam a Ježíš se po svém vzkříšení dobrovolně obětoval jako akt dokonalé poslušnosti, jako oběť lásky, která se zalíbila Bohu. Naproti tomu teorie morálního vlivu na vykoupení se mnohem více zaměřuje na morální obsah Ježíšova učení a Ježíšovu smrt chápe jako mučednickou smrt. Od středověku dochází v západním křesťanství ke konfliktu mezi těmito dvěma názory. Evangelikální protestanté obvykle zastávají zástupný názor a zejména se drží teorie trestního nahrazení. Liberální protestanté obvykle odmítají substituční vykoupení a zastávají teorii morálního vlivu na vykoupení. Oba názory jsou oblíbené v římskokatolické církvi, přičemž učení o zadostiučinění je začleněno do myšlenky usmíření.
V římskokatolické tradici je tento pohled na odčinění viny vyvažován povinností římských katolíků konat skutky zadostiučinění Ježíši Kristu, které byly v encyklice Miserentissimus Redemptor papeže Pia XI. definovány jako „určitý druh kompenzace, která má být poskytnuta za újmu“ s ohledem na Ježíšovo utrpení. Papež Jan Pavel II. označil tyto skutky zadostiučinění za „neustálé úsilí stát vedle nekonečného počtu křížů, na nichž je stále ukřižován Boží Syn.“
Mezi pravoslavnými křesťany je rozšířený také výrok Christus Victor (Kristus Vítěz). Ten tvrdí, že Ježíš byl poslán Bohem, aby porazil smrt a satana. Díky své dokonalosti, dobrovolné smrti a vzkříšení Ježíš porazil satana a smrt a vítězně vstal. Lidstvo tedy již nebylo spoutáno hříchem, ale mohlo se znovu připojit k Bohu skrze pokání z hříchu a víru v Ježíše.
Církev Ježíše Krista Svatých posledních dnů učí, že Ježíšovo ukřižování bylo součástí vykoupení a „vykupujícím výkupným“ jak za následky Adamova pádu na celé lidstvo, tak „za osobní hříchy všech, kdo činí pokání, od Adama až do konce světa.“

### Bohovražda
Katolická církev odsuzuje myšlenku židovské deicidy, věří, že všichni hříšníci jsou původci a služebníky Ježíšova ukřižování, a napomíná křesťany, že jejich vlastní vina je větší, když hřeší s vědomím Ježíše, než když jiní hřeší bez něj.

## Odmítání
V křesťanství je potupná a Bohem zlořečená smrt Pomazaného krále je ústřední zprávou Nového zákona. Ježíš na kříži nezemřel za svoje hříchy, ale aby vykoupil hříchy celého lidstva a způsobil usmíření mezi člověkem a Bohem. Tato spásná oběť, sebeobětování Božího syna, je připomínána eucharistií, kultickým přijímáním Kristova těla a krve v podobě chleba a vína. Proti tomuto postoji však stojí řada odmítajících pohledů:

### Doketismus
V křesťanství je doketismus učením, podle něhož byl Ježíšův příběh, jeho historická a tělesná existence a především jeho lidská podoba pouhým zdáním bez skutečné reality. Doketisté popírali, že by Ježíš mohl skutečně trpět a zemřít, protože jeho fyzické tělo bylo iluzorní, a místo toho považovali ukřižování za něco, co se pouze zdálo, že se stalo.

### Rukopisy z Nag Hammádí
Podle Prvního Jakubova zjevení v rukopisech z Nag Hammádí se Ježíš zjevil Jakubovi poté, co byl zřejmě ukřižován, a prohlásil, že na jeho místě byla zavražděna jiná osoba:
„Zjevil se mu mistr. Přestal se modlit, objal ho, políbil a řekl: ,Rabbi, našel jsem tě. Slyšel jsem o utrpení, které jsi snášel, a velmi jsem se trápil. Znáš můj soucit. Kvůli tomu jsem si přál, když jsem o tom přemýšlel, abych ty lidi už nikdy neviděl. Musí být souzeni za to, co udělali, protože to, co udělali, není správné.ʻ Mistr řekl: ,Jakube, nedělej si starosti o mě ani o tyto lidi. Já jsem ten, kdo byl ve mně. Nikdy jsem vůbec netrpěl a netrápil jsem se. Tito lidé mi neublížili. Spíše to vše bylo způsobeno představiteli vlád a bylo vhodné, aby tento zástupce byl jimi [zničen]ʻ.“

### Islám
Hlavní článek: Islámský pohled na Ježíšovu smrt
Viz též: Ježíš v islámu
Většina islámských tradic kategoricky popírá, že Ježíš fyzicky zemřel, ať už na kříži, nebo jiným způsobem. Toto popření je potvrzeno v Koránu, kde se uvádí:
A [za] jejich výrok: „Vskutku jsme zabili Mesiáše, Ježíše, syna Mariina, posla Božího.“ A nezabili ho, ani ho neukřižovali, ale spíše se jim to tak zdálo. A vskutku, ti, kdož se o tom rozcházejí, o tom pochybují. Nemají o tom žádné vědomosti kromě následujících domněnek. A nezabili ho, to je jisté. (157) Naopak, Bůh jej pozvedl k Sobě. A vždy je Alláh vznešený v moci a moudrý. (158)
— Korán 4:157–158
Islámská tradice učí, že Ježíš vystoupil na nebesa, aniž by byl popraven na kříži, ale že Bůh přetvořil jinou osobu, aby vypadala přesně jako on a byla pak ukřižována místo něj. O tomto názoru svědčí Irenejovo vyprávění o učení alexandrijského gnostika Basilida z 2. století, v němž Irenej vyvrací to, co považuje za herezi popírající smrt.

### Gnosticismus
Některé spisy označované jako gnostické odmítají vykoupení Ježíšovou smrtí tím, že rozlišují Ježíšovo pozemské tělo a jeho božskou a nehmotnou podstatu. Podle Druhého pojednání o Velkém Setovi se Jaldabaoth (Stvořitel hmotného vesmíru) a jeho archonti pokusili Ježíše zabít ukřižováním, ale zabili pouze svého vlastního člověka (tedy tělo). Zatímco Ježíš vystoupil ze svého těla, Yaldabaoth a jeho stoupenci považovali Ježíše za mrtvého. V Petrově apokalypse Petr hovoří se spasitelem, o němž „kněží a lidé“ věřili, že ho zabil.
Manicheismus, který byl ovlivněn gnostickými myšlenkami, zastával názor, že místo Ježíše byl ukřižován někdo jiný.:41 Ježíš trpící na kříži je zobrazován jako stav světelných částic (ducha) uvnitř hmoty.
Podle bogomilství bylo ukřižování pokusem Lucifera zničit Ježíše, zatímco pozemský Ježíš byl považován za proroka, Ježíš sám byl nehmotnou bytostí, kterou nelze zabít. Lucifer tedy neuspěl a Ježíšovo utrpení na kříži bylo pouze iluzí.

### Ostatní
Podle některých křesťanských sekt v Japonsku Ježíš Kristus nezemřel na kříži na Golgotě. Místo toho jeho místo na kříži zaujal jeho mladší bratr Isukiri, zatímco Ježíš uprchl přes Sibiř do provincie Mutsu v severním Japonsku. Po příjezdu do Japonska se stal pěstitelem rýže, oženil se a založil rodinu se třemi dcerami poblíž dnešního města Šingó. Tvrdí se, že během pobytu v Japonsku cestoval, učil se a nakonec ve věku 106 let zemřel. Jeho tělo bylo čtyři roky vystaveno na vrcholu kopce. Podle tehdejších zvyklostí byly Ježíšovy kosti sebrány, svázány a pohřbeny v mohyle. V Japonsku existuje také muzeum, které tvrdí, že má důkazy o těchto tvrzeních.
V jezídismu je Ježíš považován za „postavu světla“, která nemohla být ukřižována. Tento výklad může být převzat z Koránu nebo od gnostiků.

## V umění, symbolice a zbožnosti
Hlavní článek: Ukřižování ve výtvarném umění

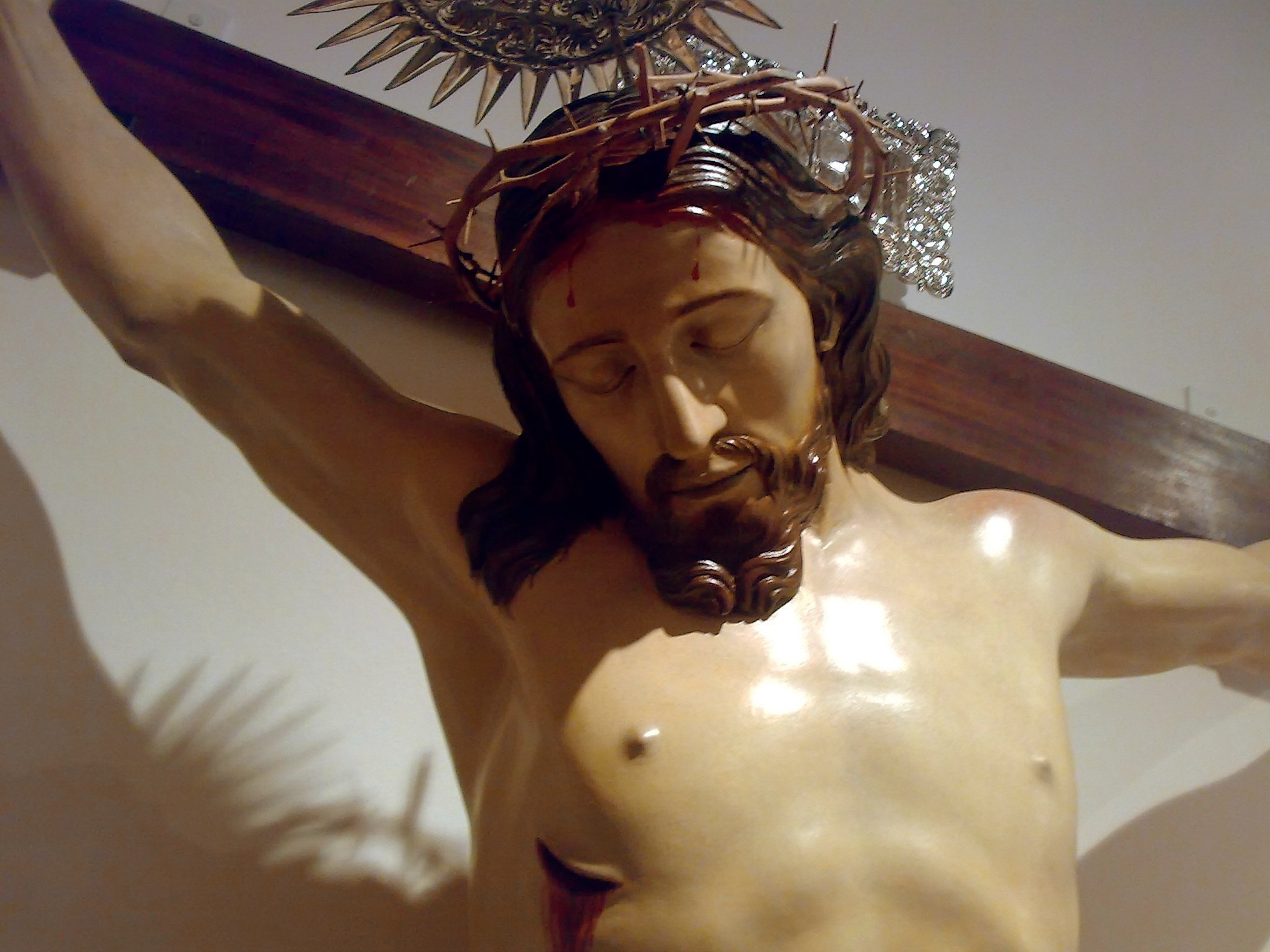
Detail tváře právě zemřelého Krista, José Luján Pérez, 1793, katedrála v Las Palmas

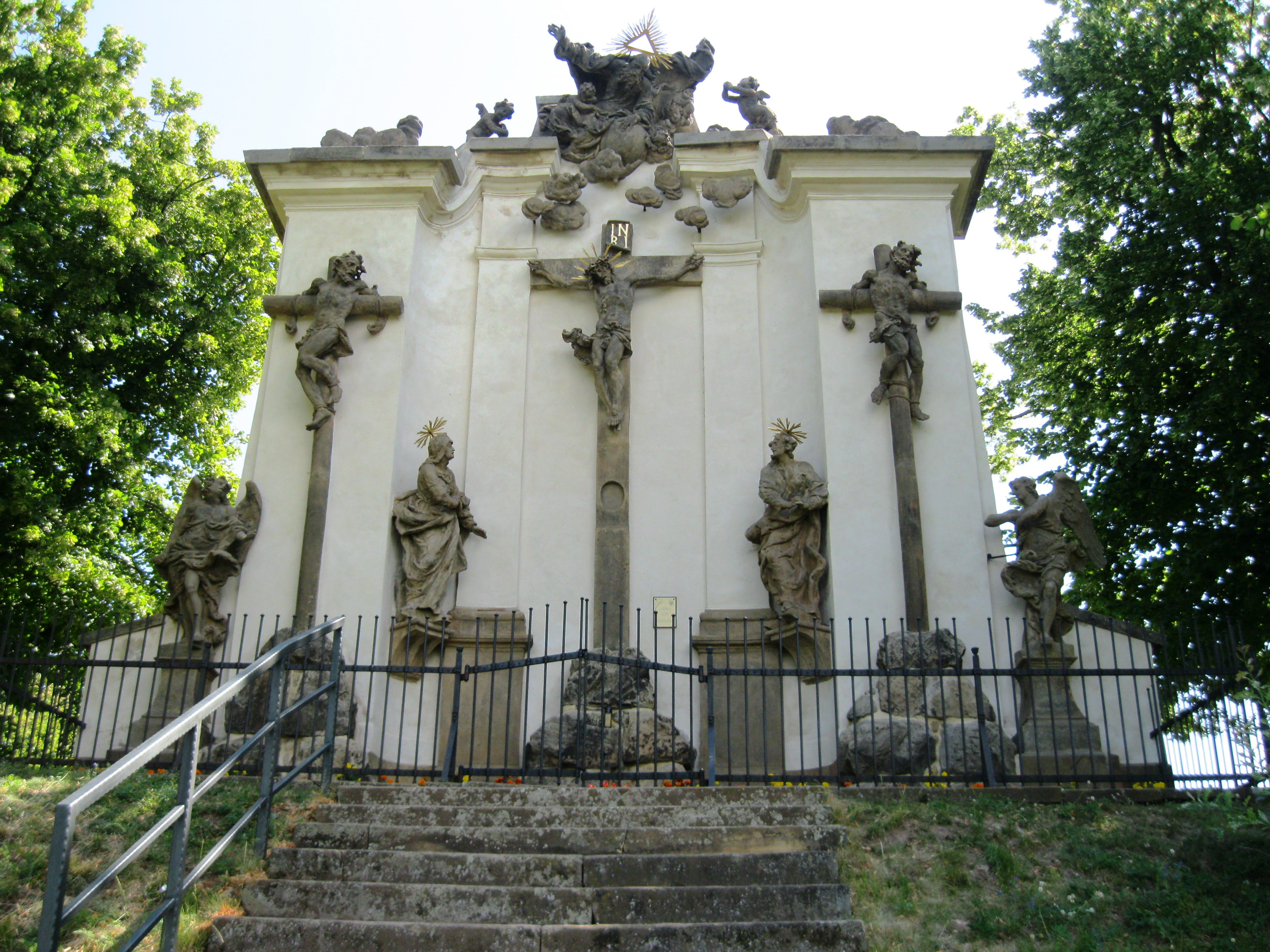
Kalvárie – široce barokně podané ukřižování, hřbitov Moravská Třebová

Od Ježíšova ukřižování se kříž stal klíčovým prvkem křesťanské symboliky a scéna ukřižování byla klíčovým prvkem křesťanského umění, což dalo vzniknout specifickým uměleckým námětům, jako je Kristus nesoucí kříž, vztyčení kříže, Stabat Mater, Snímání z kříže a Oplakávání Krista.
Symbolika kříže, který je dnes jedním z nejuznávanějších křesťanských symbolů, se používala již v prvních křesťanských dobách. Justin Mučedník, který zemřel v roce 165, jej popisuje způsobem, který již naznačuje jeho používání jako symbolu, ačkoli krucifix se objevil později.
Zbožnost založená na průběhu ukřižování a Ježíšově utrpení je předmětem zájmu různých křesťanských skupin. Křížová cesta se skládá z několika částí podle fází Ježíšova ukřižování, zatímco růženec svatých ran slouží k rozjímání o Ježíšových ranách jako součásti ukřižování.
V prvních staletích křesťanství se stále ještě používaná a potupná smrt ukřižováním nezobrazovala, nepoužíval se nejprve ani symbol kříže, později symbolicky doplněný monogramem nebo beránkem. Nejstarší zobrazení ukřižovaného Krista pochází asi ze 6. století, častěji se začal zobrazovat až za Karla Velikého. Od 11. století se objevuje Kristus s povadlou postavou a hlavou pokleslou na jedno rameno, což doplněno o trnovou korunu se stane nejobvyklejším ikonografickým typem západního umění.
Základní zobrazení Krista na kříži se, zvláště v plastickém provedení, nazývá krucifix. Často se jedná o symbolické konvenční zobrazení bez umělecké ambice, jako v případě označení božích muk, náhrobků, přívěšků či atributů svatých. Není to však pravidlem, jak ukazuje například monumentální Braunův Ukřižovaný (jen tělo bez kříže) z letního refektáře plaského kláštera ve sbírce Národní galerie.
Širší zobrazení scény na Golgotě se nazývá Ukřižování (zvláště obrazové podání) nebo počeštěným latinským názvem vrchu kalvárie. Tento výraz obzvláště označuje plastické znázornění na křížovém vrchu, respektive na konci křížové cesty.
Umělci jako Giotto, Fra Angelico, Masaccio, Rafael, Botticelli, Anthonis van Dyck, Tizian, Caravaggio, El Greco, Zurbarán, Velázquez, Rubens a Rembrandt ve svých dílech zobrazovali scénu ukřižování. Tissotův obraz Ukřižování z pohledu od kříže představil na konci 19. století nový přístup, v němž byla scéna ukřižování zobrazena z pohledu Ježíše.
Přítomnost Panny Marie pod křížem, zmíněná v Janově evangeliu, byla sama o sobě předmětem mariánského umění a známé katolické symboliky, jako je Zázračná medailka a erb papeže Jana Pavla II. s mariánským křížem. A řada mariánských pobožností také zahrnuje přítomnost Panny Marie na Kalvárii, např. papež Jan Pavel II. prohlásil, že „Maria byla na kříži spojena s Ježíšem“. Známá díla křesťanského umění od mistrů, jako je Rafael (Ukřižování v Mondu) a Caravaggio (Ukládání Krista do hrobu), zobrazují Pannu Marii jako součást scény ukřižování.

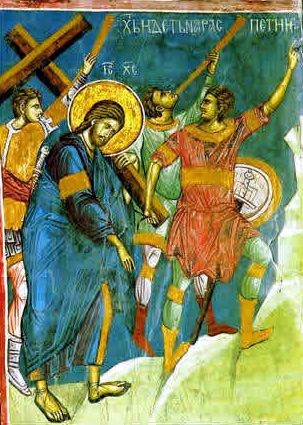
Nesení kříže freska, klášter Visoki Dečani, Kosovo, 14. století
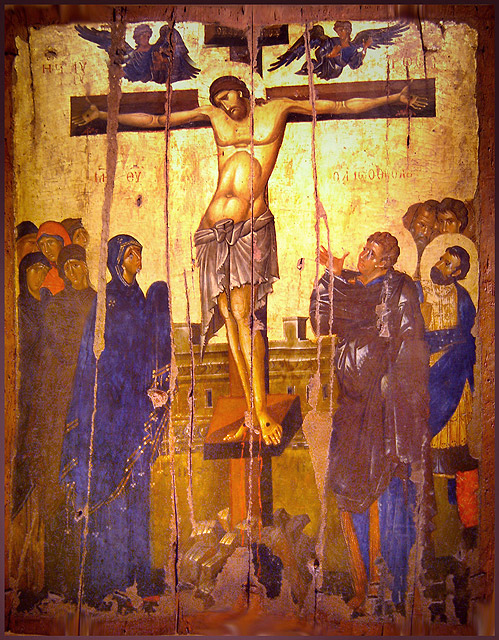
pravoslavná ikona Ukřižování, Atény, Řecko
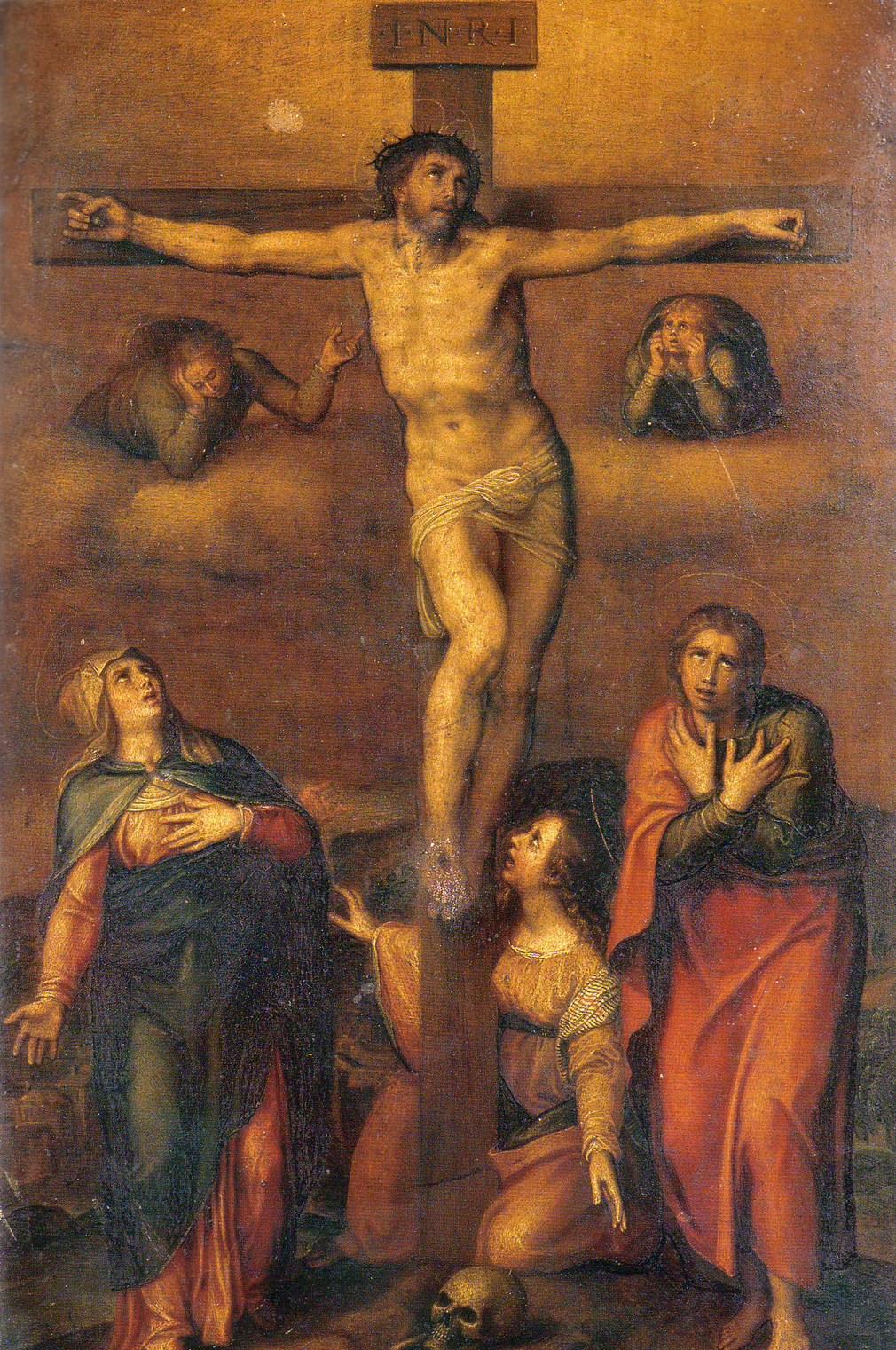
Ukřižování Krista, Michelangelo (1540)
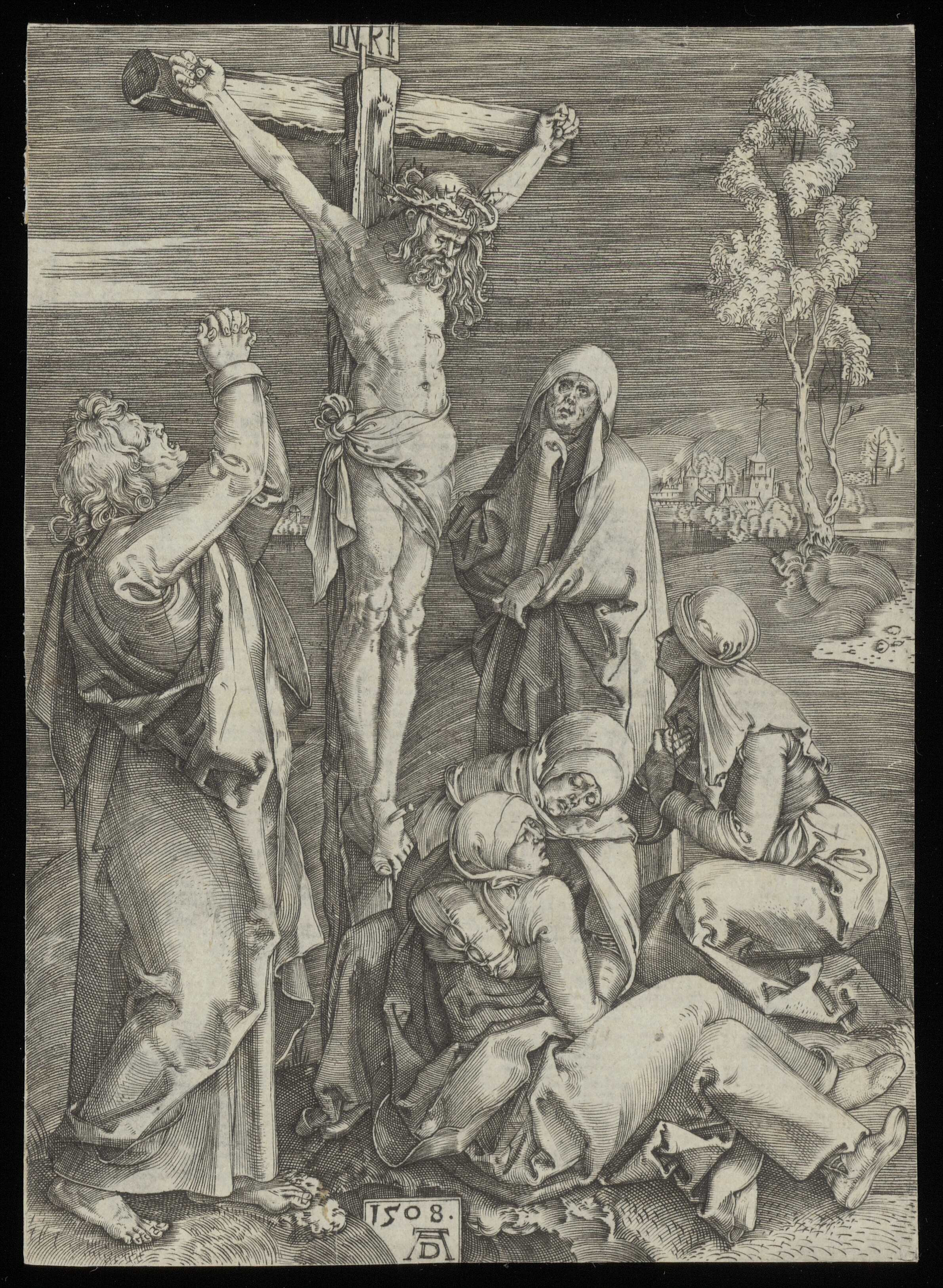
Obraz Albrechta Dürera Die Kreuzigung (1508), vytištěný na konci 16. století
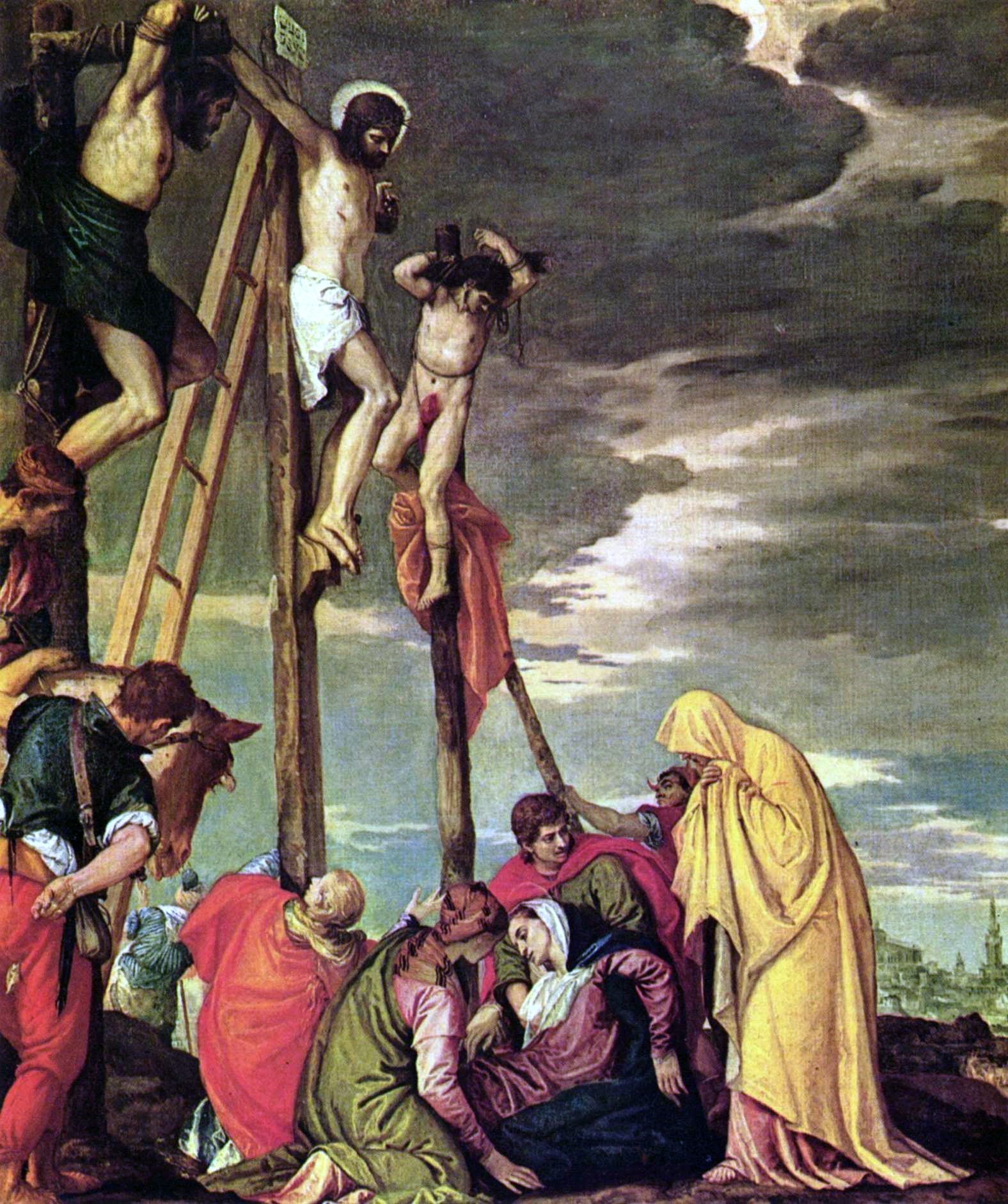
Kalvárie, Paolo Veronese, 16. století
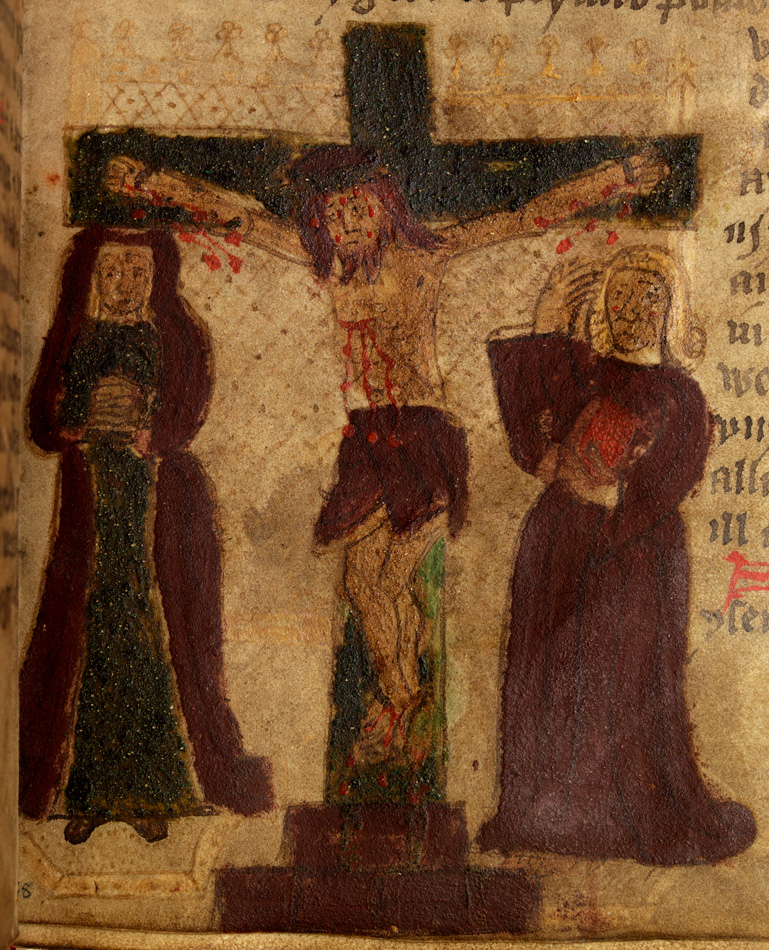
Z rukopisu ze 14. až 15. století (ve velštině)
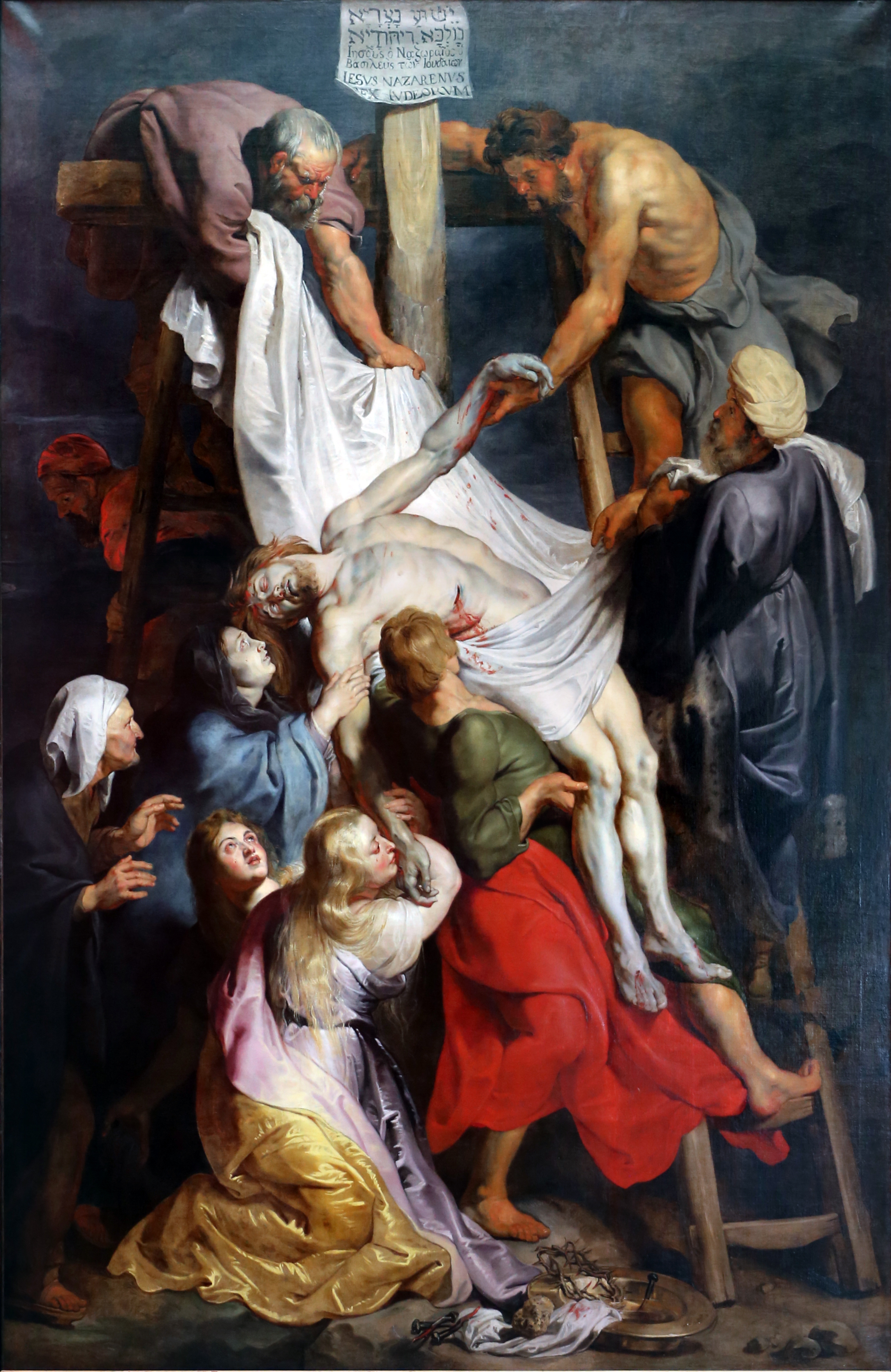
Snímání z kříže, Rubens (1616–1617)
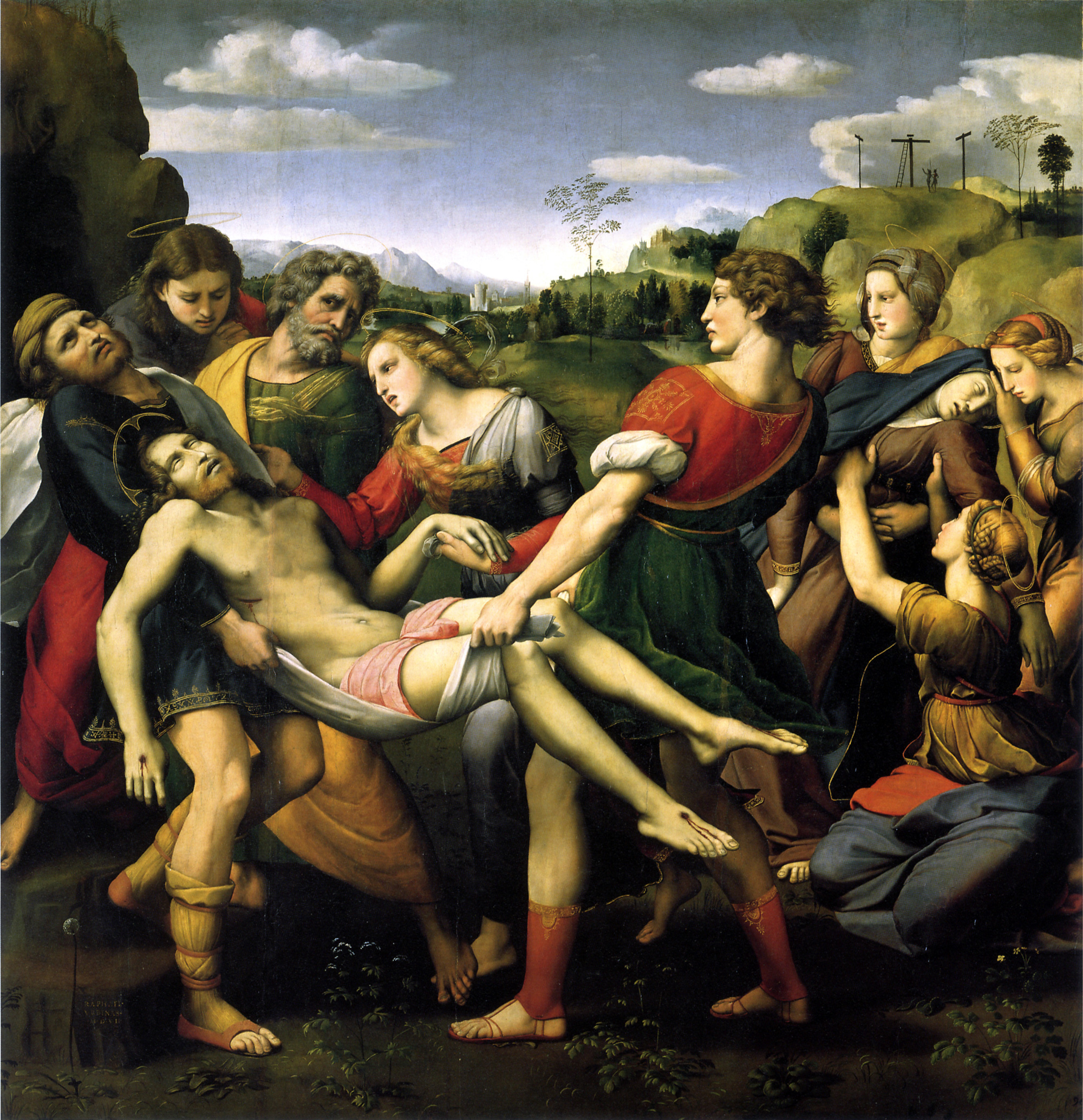
Snímání z kříže, Rafael (1507)
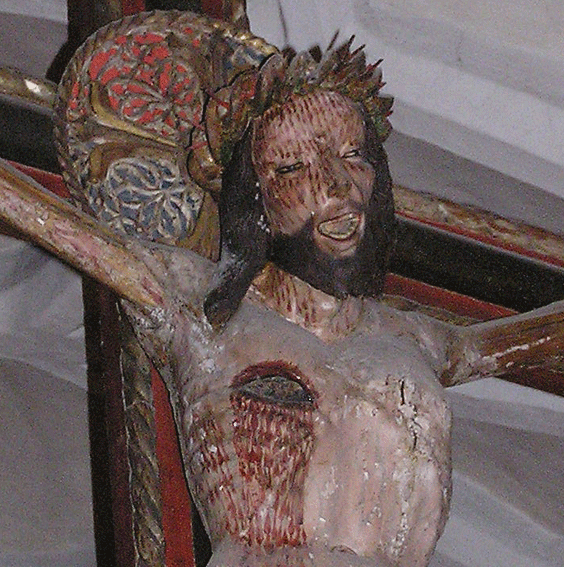
Ukřižovaný Ježíš v kostele Ytterselö kyrka, Švédsko (cca 1500)
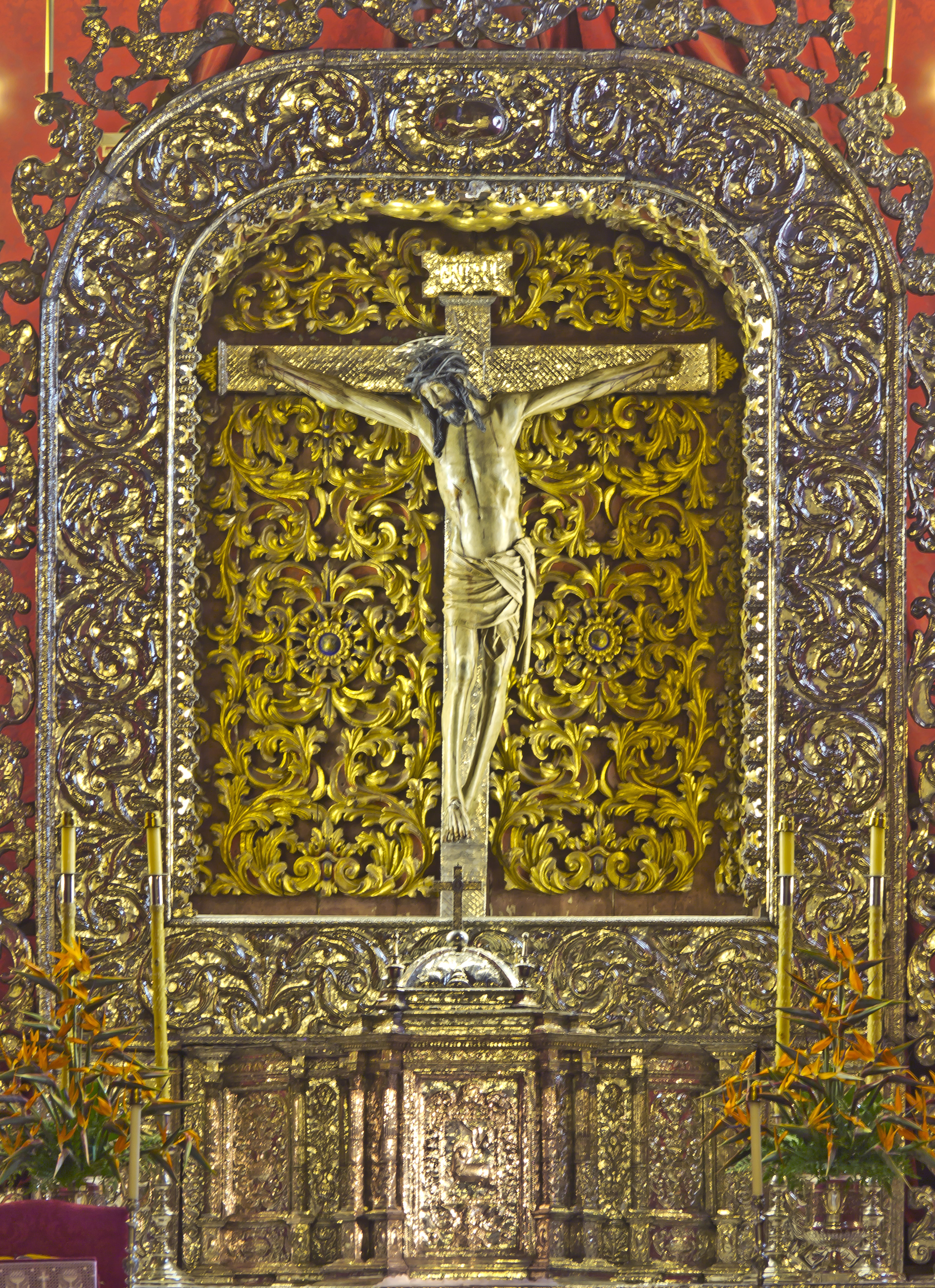
Cristo de La Laguna, Vlámsko-brabanzonský původ (1510–1514), San Cristóbal de La Laguna, Španělsko